# 飽海郡
- 令制国一覧 > 東山道 > 羽後国 > 飽海郡
- 日本 > 東北地方 > 山形県 > 飽海郡

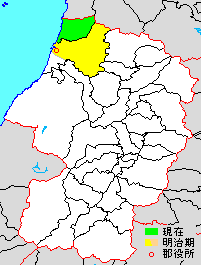
山形県飽海郡の範囲（緑：遊佐町）

飽海郡（あくみぐん）は、山形県（出羽国・羽後国）の郡。
人口11,566人、面積208.39km²、人口密度55.5人/km²。（2025年5月1日、推計人口）
以下の1町を含む。
- 遊佐町（ゆざまち）

## 郡域
1878年（明治11年）に行政区画として発足した当時の郡域は、上記1町に酒田市の大部分（丸沼・新堀・落野目・板戸・木川・門田・局・大淵・広野・広野新田・福岡・広栄町黒森・坂野辺新田・十里塚・宮野浦・浜中・広岡新田・飯盛山・高見台・緑ヶ丘・若宮町・錦町を除く）を加えた区域にあたる。

## 歴史

### 古代から江戸時代まで
- 712年（和銅5年） - 出羽郡が越後国より分割され、出羽国が成立する。この頃の出羽郡は後の本郡や田川郡の領域も含んでいた。
- 延喜式にはかつての出羽郡の範囲に田川郡、出羽郡、飽海郡の3郡が見られ、この頃にはすでに本郡が成立していたと見られる。郡域には、現在の秋田県由利地方も含まれていた。倭名類聚抄 (934年頃成立)以前に設置された郡郷は、大原郷、飽海郷、屋代郷、秋田郷、井手郷、遊佐郷、雄波郷（由利）、日理郷(由理郷)（由利）、餘戸郷（由利）の9郷である。
- 戦国時代から寛文4年（1664年）までは遊佐郡（ゆざぐん）と称した。

### 近代以降の沿革
- 幕末時点では出羽国に所属した。「旧高旧領取調帳」に記載されている明治初年時点での支配は以下の通り。●は村内に寺社領が存在。（3町283村）

| 知行 | 知行           | 村数      | 村名 |
| ---- | -------------- | --------- | --- |
| 藩領 | 出羽鶴岡藩     | 2町 244村 | 大町村、四ツ興屋村、三箇村、水呑村、新百姓村、浜畑村、鵜渡川原村、米屋町、内町、●浜町、浜田村、酒田町、古荒新田村、●大石村、矢流川村、滝野沢村、大平村、曽根田村、古青渡村、●横代村、関村、楯野内新田、境興野村、寺内村、久保田村、円能寺村、●布目村、中興野村、北境村、金生沢村、大槻新田村、手蔵田村、福島村、中野新田村、勝保関村、牧曽根村、上小堤村、下小堤村、熊野田村、熊野田興野村、中野曽根村、上興野村、上漆曽根村、中漆曽根村、下漆曽根村、町屋村、新青渡村、南興野村、荻島村、土崎村、大野新田村、大多新田村、手蔵田興野村、●飛鳥村、中野目村、楢橋村、本川村、桜林村、桜林興野村、山谷村、山谷新田村、山楯村、山楯興野村、三之宮村、郡山村、堀野内村、泉興野村、石橋村、天神堂村、砂越村、茨野新田村、小牧村、小牧新田村、杉沢新田村、北俣村、中野俣村、升田村、三栗谷村、田尻村、鶴田村、南吉田村、吉田新田村、三ツ橋村、古川村、安田興野村、上野曽根村、上福山村、下福山村、大久保村、泥沢村、赤剥村、上黒川村、下黒川村、新出村、升田村、宮形村、草津村、前川村、塚淵村、地蔵寺村、●上安田村、●下安田村、上星川村、中星川村、●下星川村、●観音寺村、興野嶋田村、岡島田村、大島田村、大蕨村、門野町村、麓村、荒町村、芹田村、常禅寺村、小泉村、上南青沢村、下南青沢村、北青沢村、南平沢村、北平沢村、政所村、上荒田目村、下荒田目村、上寺田村、下寺田村、宝連寺村、●市条村、北仁田村、橋本村、二階新田、●荒田目村、勝竜寺村、中吉田村、北吉田村、福升村、●二ツ柳村、木之内村、星川興野村、中川村、苅屋村、明成寺村、若王子村、門田村、門田新田村、上市神新田村、下市神新田村、越橋村、高田新田村、京屋新田村、上藤塚村、下藤塚村、北谷地新田、東野新田村、西野新田村、田村新田村、泉新田村、館内村、市野坪村、本楯村、谷地田村、石辻村、三川村、上大内野目村、下大内野目村、上小松村、水上村、下小松村、下長橋村、上長橋村、●杉沢村、大淵村、鹿野沢村、天神新田村、平津村、平津新田村、●蕨岡上寺村、蕨岡村、漆曽根村、六日町村、八日町村、十日町村、大楯村、大楯新田村、尻引村、岡田村、茂作新田村、宮野内村、宮野内新田村、中島村、今泉村、外野村、興休村、岩川村、岩川新田村、大井村、仙北新田村、大服部村、小服部村、南福升村、北福升村、鵜沼村、青塚村、白木村、宮海村、上林興屋村、服部興屋村、十里塚村、小湊村、上江地村、下江地村、下宮田村、向宮田村、万部村、上楸島村、下楸島村、大宮田村、宮田村、五分市村、吉出村、京田村、下野沢村、●上野沢村、下野沢新田村、北目村、北目新田村、鷺町村、南目村、丸子村、山崎村、●下当村、●落伏村、升川村、樽川新田村、中山新田村、箕輪新田村、●吹浦村、鳥崎村、滝野浦村、女鹿村、能登興屋村、菅野村、上野新田、藤井新田、広野新田、蚕桑地村 |
| 藩領 | 出羽松山藩     | 1町 36村  | ●松山町、土淵村、上茗荷沢村、下茗荷沢村、上餅山村、下餅山村、上北目村、●中北目村、●小見村、石名坂村、相沢村、相沢新田村、中棚村、徳田村、牧野島村、引地村、竹田村、庄兵衛新田村、山寺村、外里村、普門寺村、小出村、堀場村、渡場村、大沼新田村、臼ヶ沢村、上郷新田村、地見興野村、大川渡村、成沢村、新興屋村、田沢新田村、杉沢村、小出新田村、した新田村、堤新田村、正次郎新田村 |
| 藩領 | 鶴岡藩・松山藩 | 3村       | 田沢村、坂本村、坂本新田村 |

- 明治元年
  - 12月7日（1869年1月19日） - 出羽国が分割され、本郡は羽後国の所属となる。
  - 12月15日（1869年1月27日） - 戊辰戦争後の処分により、鶴岡藩・松山藩が減封。鶴岡藩は会津藩に転封（実行されず）。
- 明治2年
  - 6月22日（1869年7月30日）
    - 鶴岡藩が磐城平藩に転封（実行されず）。
    - 松山藩が改称して松嶺藩となる。同時に松山町が松嶺町に改称。

  - 7月25日（1869年9月1日） - 鶴岡藩が鶴岡に復帰。ただし減封のため本郡は管轄せず。
  - 7月26日（1869年9月2日） - 酒田県（第1次）が発足し、旧・鶴岡藩領を管轄。
- 明治3年9月28日（1870年10月22日） - 酒田県が移転・改称して山形県となる[3]。
- 明治4年
  - 7月14日（1871年8月19日） - 廃藩置県により藩領が松嶺県の管轄となる[4]。
  - 11月2日（1871年12月13日） - 第1次府県統合により、全域が酒田県（第2次）の管轄となる[5]。
- 明治初年（3町274村）
  - 四ツ興屋村・三箇村・水呑村・新百姓村が大町村に合併。
  - 矢流川村・滝野沢村・大平村が大石村に合併[注 15]。
  - このころ門田新田村が門田村に合併したとみられる[7]。
  - このころ北谷地新田が田村新田村に合併したとみられる[8]。
  - 北俣村が上下北俣村に、中野俣村が南北中野俣村に、蕨岡上寺村が上蕨岡村に[注 16]、蕨岡村が下蕨岡村に[注 17]それぞれ改称。
- 明治9年（1876年）
  - 8月21日 - 第2次府県統合により山形県の管轄となる。
  - 下記の町村の統合が行われる。（2町152村）

- 浜田村 ← 浜畑村、米屋町、内町、浜町、浜田村、酒田町［一部］
- 北沢村 ← 寺内村、北境村、金生沢村
- 熊手島村 ← 福島村、熊野田興野村、手蔵田興野村
- 漆曽根村 ← 上漆曽根村、中漆曽根村、下漆曽根村、町屋村
- 小林村 ← 杉沢新田村、杉沢村
- 吉田村 ← 南吉田村、鶴田村、上野曽根村
- 大豊田村 ← 三ツ橋村、上星川村、中星川村、下星川村
- 苅穂村 ← 古川村、上安田村
- 安田村 ← 安田興野村、地蔵寺村、下安田村
- 福山村 ← 上福山村、下福山村
- 城輪村 ← 宮形村、木之内村、星川興野村
- 上青沢村 ← 上南青沢村、二階新田
- 寺田村 ← 上荒田目村、下荒田目村、上寺田村、下寺田村
- 庭田村 ← 勝竜寺村、市野坪村
- 保岡村 ← 中吉田村、北吉田村、越橋村、高田新田村、京屋新田村
- 豊原村 ← 福升村、二ツ柳村
- 豊川村 ← 中川村、苅屋村、明成寺村、若王子村、館内村
- 穂積村 ← 門田村、上市神新田村、下市神新田村
- 豊里村 ← 下藤塚村、東野新田村、田村新田村
- 酒井新田村 ← 西野新田村、泉新田村、谷地田村
- 豊岡村 ← 石辻村、三川村、上大内野目村、下大内野目村、水上村
- 小松村 ← 上小松村、下小松村
- 小原田村 ← 下長橋村、上長橋村、平津村、平津新田村、大楯村、大楯新田村
- 大蕨岡村 ← 大淵村、下蕨岡村
- 遊佐町村 ← 漆曽根村、六日町村、八日町村、十日町村、尻引村、岡田村
- 宮内村 ← 宮野内村、宮野内新田村
- 米島村 ← 中島村、興休村
- 千代田村 ← 今泉村、外野村
- 庄泉村 ← 大井村、大服部村、小服部村
- 増穂村 ← 仙北新田村、南福升村、北福升村、鵜沼村
- 江地村 ← 上江地村、下江地村、五分市村
- 野沢村 ← 下野沢村、上野沢村、下野沢新田村

- 富岡村 ← 鷺町村、南目村
- 当山村 ← 山崎村、下当村
- 直世村 ← 落伏村、升川村、樽川新田村、中山新田村、箕輪新田村
- 白井新田村 ← 上野新田、藤井新田、広野新田
- 茗ケ沢村 ← 上茗荷沢村、下茗荷沢村
- 中牧田村 ← 中棚村、徳田村、牧野島村
- 成興野村 ← 成沢村、新興屋村
- 楯野内新田・上小堤村・下小堤村が手蔵田村に合併。
- 中興野村が円能寺村に合併。
- 南興野村が新青渡村に合併。
- 山楯興野村が山楯村に合併。
- 坂本村・坂本新田村の松山藩領分が合併して西坂本村となる。
- 坂本村・坂本新田村の鶴岡藩領分と三栗谷村が合併して山元村となる。
- 興野嶋田村が大島田村に合併。
- 門野町村が市条村に合併。
- 荒田目村が本楯村に合併。
- 天神新田村が鹿野沢村に合併。
- 茂作新田村・上林興屋村が宮海村に合併。
- 岩川新田村が岩川村に合併。
- 十里塚村が菅野村に合併。
- 下宮田村・向宮田村・万部村・上楸島村・下楸島村・大宮田村が宮田村に合併。
- 京田村・蚕桑地村が吉出村に合併。
- 北目新田村・丸子村が北目村に合併。
- 島崎村・滝野浦村・女鹿村が吹浦村に合併。
- 相沢新田村・庄兵衛新田村が相沢村に合併。
- 外里村・普門寺村・小出村・堀場村・渡場村が山寺村に合併。
- した新田村・正次郎新田村が小出新田村に合併。
- 上郷新田村が大川渡村に合併。
- 田沢新田村が田沢村に合併。
- 田尻村が田川郡提興屋村に合併。
- 升田村が楯山村に改称。
- 下南青沢村が下青沢村に改称。
- 上藤塚村が藤塚村に改称。

- 明治10年（1877年）（2町150村）
  - 4月17日 - 青塚村・白木村・服部興屋村が合併して比子村となる[16]。
  - 5月4日 - 菅野村が菅里村に改称[23]。
- 明治11年（1878年）（2町154村）
  - 8月20日 - 小湊村と能登興屋村が合併して高砂村となる[16]。
  - 11月1日 - 郡区町村編制法の山形県での施行により行政区画としての飽海郡が発足。郡役所が酒田秋田町に設置。
  - 小出新田村の所属郡が東田川郡に変更[注 22]。
  - 田川郡柏谷沢村[42]・遊摺部村[43]・大宮村[44]・勝浦村[45]・浦村[46]・法木村[47]の所属郡が本郡に変更。
- 明治14年（1881年）3月17日 - 吉田村より鶴田村・上野曽根村が分立[15]。（2町156村）

### 町村制施行後の沿革

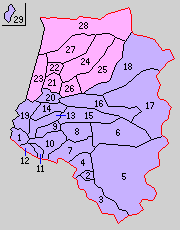
1.酒田町 2.松嶺町 3.上郷村 4.内郷村 5.田沢村 6.北俣村 7.南平田村 8.東平田村 9.北平田村 10.中平田村 11.西平田村 12.鵜渡川原村 13.上田村 14.本楯村 15.一条村 16.観音寺村 17.大沢村 18.日向村 19.西荒瀬村 20.南遊佐村 21.稲田村 22.川行村 23.西遊佐村 24.遊佐村 25.蕨岡村 26.一郷村 27.高瀬村 28.吹浦村 29.飛島村（紫：酒田市 桃：遊佐町）

- 明治22年（1889年）4月1日 - 町村制の施行により以下の町村が発足。特記以外は全域が現・酒田市。（2町27村）
  - 酒田町 ← 酒田60町[注 23][48]
  - 松嶺町（単独町制）[49]
  - 上郷村 ← 山寺村、成興野村、地見興野村、大川渡村、臼ヶ沢村、大沼新田村、柏谷沢村[49]
  - 内郷村 ← 引地村、竹田村、中牧田村、石名坂村、土渕村、小見村、上北目村、中北目村、相沢村、茗ケ沢村、上餅山村、下餅山村[49]
  - 田沢村 ← 小林村、西坂本村、山元村、楯山村、田沢村、南北中野俣村[49]
  - 北俣村（上下北俣村が単独村制）[49]
  - 南平田村 ← 飛鳥村、砂越村、山楯村、三之宮村、郡山村、桜林村、石橋村、山谷村、桜林興野村、堀野内村、泉興野村、天神堂村、中野目村、山谷新田村、楢橋村[49]
  - 東平田村 ← 大石村[注 15]、北沢村、関村、横代村、境興野村[49]
  - 北平田村 ← 漆曽根村、新青渡村、久保田村、曽根田村、古青渡村、円能寺村、布目村、上興野村、中野曽根村、牧曽根村[50]
  - 中平田村 ← 手蔵田村、熊野田村、熊手島村、大槻新田村、荻島村、本川村、茨野新田村、小牧新田村、中野新田村、勝保関村、土崎村、大多新田村、浜田村、小牧村、大野新田村、古荒新田村[49]
  - 西平田村 ← 大町村、遊摺部村、大宮村[49]
  - 鵜渡川原村（単独村制）[49]
  - 上田村 ← 上野曽根村、鶴田村、吉田村、吉田新田村、安田村、苅穂村[49]
  - 本楯村 ← 本楯村、庭田村、豊原村、城輪村、豊川村、大豊田村、保岡村[49]
  - 一条村 ← 市条村、法連寺村、政所村、大島田村、岡島田村、前川村、南平沢村、北平沢村、寺田村[50]
  - 観音寺村 ← 常禅寺村、観音寺村、麓村、小泉村、北仁田村、芹田村、大久保村、塚淵村[51]
  - 大沢村 ← 大蕨村、上青沢村、下青沢村、北青沢村[49]
  - 日向村 ← 福山村、新出村、下黒川村、赤剥村、上黒川村、泥沢村、草津村、升田村、橋本村[49]
  - 西荒瀬村 ← 藤塚村、酒井新田村、豊里村、穂積村、高砂村、宮海村[52]
  - 南遊佐村 ← 千代田村、宮内村、米島村[50]
  - 稲田村 ← 岩川村、増穂村、庄泉村[52]（現・遊佐町）
  - 川行村 ← 江地村、宮田村[52]（現・遊佐町）
  - 西遊佐村 ← 比子村、菅里村［十里塚］、藤崎村[52]（現・遊佐町）
  - 遊佐村 ← 遊佐町村、白井新田村、野沢村、吉出村、小原田村［平津］[要出典]（現・遊佐町）
  - 蕨岡村 ← 上蕨岡村、杉沢村、大蕨岡村、鹿野沢村、小原田村［大楯・大楯新田・平田新田］[要出典]（現・遊佐町）
  - 一郷村 ← 豊岡村、小松村、小原田村［上長橋・下長橋］[53]（現・遊佐町）
  - 高瀬村 ← 直世村［樽川新田・中山新田・升川］、当山村、北目村、富岡村、菅里村［菅野］[54]（現・遊佐町）
  - 吹浦村 ← 吹浦村、直世村［落伏・箕輪新田］[55]（現・遊佐町）
  - 飛島村 ← 勝浦村、浦村、法木村[52]
  - 堤新田村が東田川郡大和村の一部となる[注 24]。
- 明治23年（1890年）10月16日 - 一郷村が蕨岡村に編入[57]。（2町26村）
- 明治24年（1891年）4月1日 - 郡制を施行。
- 大正11年（1922年）6月1日 - 稲田村・川行村が合併して稲川村が発足。（2町25村）
- 大正12年（1923年）4月1日 - 郡会が廃止。郡役所は存続。
- 大正15年（1926年）7月1日 - 郡役所が廃止。以降は地域区分名称となる。
- 昭和4年（1929年）4月1日 - 鵜渡川原村が酒田町に編入。（2町24村）
- 昭和8年（1933年）4月1日 - 酒田町が市制施行して酒田市となり、郡より離脱[58]。（1町24村）
- 昭和10年（1935年）時点での当郡の面積は731.08平方km、人口は75,618人（男37,642人・女37,976人）[59]。
- 昭和16年（1941年）4月1日（2町22村）
  - 遊佐村が町制施行して遊佐町となる。
  - 西平田村、中平田村の一部（浜田）、西荒瀬村の一部（酒井新田、高砂）が酒田市に編入[注 25]。
- 昭和25年（1950年）4月1日 - 飛島村が酒田市に編入[62]。（2町21村）
- 昭和29年（1954年）
  - 8月1日（2町13村）
    - 田沢村・北俣村・南平田村が合併して平田村が発足[63]。
    - 遊佐町・蕨岡村・稲川村・高瀬村・西遊佐村・吹浦村が合併し、改めて遊佐町が発足[62]。
    - 西荒瀬村が酒田市に編入[62]。

  - 10月1日（3町9村）
    - 一条村・観音寺村・大沢村・日向村が合併して八幡町が発足[64]。

  - 12月1日（3町3村）
    - 東平田村・北平田村・中平田村・上田村・本楯村・南遊佐村が酒田市に編入[62]。
- 昭和30年（1955年）1月1日 - 松嶺町・上郷村・内郷村が合併して松山町が発足[65]。（3町1村）
- 昭和39年（1964年）8月1日 - 平田村が町制施行して平田町となる[66]。（4町）
- 平成17年（2005年）11月1日 - 八幡町・松山町・平田町が酒田市と合併し、改めて酒田市が発足、郡より離脱[62]。（1町）

### 変遷表
| 明治以前                | 明治以前       | 明治初年 - 明治7年         | 明治8年 - 明治9年     | 明治10年 - 明治22年             | 明治22年 4月1日 町村制施行 | 明治22年 - 昭和5年            | 昭和6年 - 昭和20年          | 昭和21年 - 昭和30年          | 昭和31年 - 昭和64年        | 平成元年 - 現在        | 現在   |
| ----------------------- | -------------- | -------------------------- | --------------------- | ------------------------------- | -------------------------- | ----------------------------- | --------------------------- | ---------------------------- | -------------------------- | ---------------------- | ------ |
| 杉沢新田村              | 杉沢新田村     | 杉沢新田村                 | 明治9年 小林村        | 小林村                          | 田沢村                     | 田沢村                        | 田沢村                      | 昭和29年8月1日 平田村        | 昭和39年8月1日 町制 平田町 | 平成17年11月1日 酒田市 | 酒田市 |
| 杉沢村                  | 杉沢村         | 杉沢村                     | 明治9年 小林村        | 小林村                          | 田沢村                     | 田沢村                        | 田沢村                      | 昭和29年8月1日 平田村        | 昭和39年8月1日 町制 平田町 | 平成17年11月1日 酒田市 | 酒田市 |
| 坂本村 （鶴岡藩領）     | 一部           | 坂本村                     | 明治9年 山元村        | 山元村                          | 田沢村                     | 田沢村                        | 田沢村                      | 昭和29年8月1日 平田村        | 昭和39年8月1日 町制 平田町 | 平成17年11月1日 酒田市 | 酒田市 |
| 坂本村 （鶴岡藩領）     | 一部           | 坂本村                     | 明治9年 西坂本村      | 西坂本村                        | 田沢村                     | 田沢村                        | 田沢村                      | 昭和29年8月1日 平田村        | 昭和39年8月1日 町制 平田町 | 平成17年11月1日 酒田市 | 酒田市 |
| 坂本新田村 （鶴岡藩領） | 一部           | 坂本新田村                 | 明治9年 西坂本村      | 西坂本村                        | 田沢村                     | 田沢村                        | 田沢村                      | 昭和29年8月1日 平田村        | 昭和39年8月1日 町制 平田町 | 平成17年11月1日 酒田市 | 酒田市 |
| 坂本新田村 （鶴岡藩領） | 一部           | 坂本新田村                 | 明治9年 山元村        | 山元村                          | 田沢村                     | 田沢村                        | 田沢村                      | 昭和29年8月1日 平田村        | 昭和39年8月1日 町制 平田町 | 平成17年11月1日 酒田市 | 酒田市 |
| 坂本村 （松山藩領）     | 一部           | 坂本村                     | 明治9年 山元村        | 山元村                          | 田沢村                     | 田沢村                        | 田沢村                      | 昭和29年8月1日 平田村        | 昭和39年8月1日 町制 平田町 | 平成17年11月1日 酒田市 | 酒田市 |
| 坂本村 （松山藩領）     | 一部           | 坂本村                     | 明治9年 西坂本村      | 西坂本村                        | 田沢村                     | 田沢村                        | 田沢村                      | 昭和29年8月1日 平田村        | 昭和39年8月1日 町制 平田町 | 平成17年11月1日 酒田市 | 酒田市 |
| 坂本新田村 （松山藩領） | 一部           | 坂本新田村                 | 明治9年 西坂本村      | 西坂本村                        | 田沢村                     | 田沢村                        | 田沢村                      | 昭和29年8月1日 平田村        | 昭和39年8月1日 町制 平田町 | 平成17年11月1日 酒田市 | 酒田市 |
| 坂本新田村 （松山藩領） | 一部           | 坂本新田村                 | 明治9年 山元村        | 山元村                          | 田沢村                     | 田沢村                        | 田沢村                      | 昭和29年8月1日 平田村        | 昭和39年8月1日 町制 平田町 | 平成17年11月1日 酒田市 | 酒田市 |
| 三栗谷村                | 三栗谷村       | 三栗谷村                   | 明治9年 山元村        | 山元村                          | 田沢村                     | 田沢村                        | 田沢村                      | 昭和29年8月1日 平田村        | 昭和39年8月1日 町制 平田町 | 平成17年11月1日 酒田市 | 酒田市 |
| 升田村                  | 升田村         | 升田村                     | 明治9年 改称 楯山村   | 楯山村                          | 田沢村                     | 田沢村                        | 田沢村                      | 昭和29年8月1日 平田村        | 昭和39年8月1日 町制 平田町 | 平成17年11月1日 酒田市 | 酒田市 |
| 田沢村                  | 田沢村         | 田沢村                     | 明治9年 田沢村        | 田沢村                          | 田沢村                     | 田沢村                        | 田沢村                      | 昭和29年8月1日 平田村        | 昭和39年8月1日 町制 平田町 | 平成17年11月1日 酒田市 | 酒田市 |
| 田沢新田村              | 田沢新田村     | 田沢新田村                 | 明治9年 田沢村        | 田沢村                          | 田沢村                     | 田沢村                        | 田沢村                      | 昭和29年8月1日 平田村        | 昭和39年8月1日 町制 平田町 | 平成17年11月1日 酒田市 | 酒田市 |
| 中野俣村                | 中野俣村       | 明治初年 改称 南北中野俣村 | 南北中野俣村          | 南北中野俣村                    | 田沢村                     | 田沢村                        | 田沢村                      | 昭和29年8月1日 平田村        | 昭和39年8月1日 町制 平田町 | 平成17年11月1日 酒田市 | 酒田市 |
| 北俣村                  | 北俣村         | 明治初年 改称 上下北俣村   | 上下北俣村            | 上下北俣村                      | 北俣村                     | 北俣村                        | 北俣村                      | 昭和29年8月1日 平田村        | 昭和39年8月1日 町制 平田町 | 平成17年11月1日 酒田市 | 酒田市 |
| 山楯村                  | 山楯村         | 山楯村                     | 明治9年 山楯村        | 山楯村                          | 南平田村                   | 南平田村                      | 南平田村                    | 昭和29年8月1日 平田村        | 昭和39年8月1日 町制 平田町 | 平成17年11月1日 酒田市 | 酒田市 |
| 山楯興野村              | 山楯興野村     | 山楯興野村                 | 明治9年 山楯村        | 山楯村                          | 南平田村                   | 南平田村                      | 南平田村                    | 昭和29年8月1日 平田村        | 昭和39年8月1日 町制 平田町 | 平成17年11月1日 酒田市 | 酒田市 |
| 飛鳥村                  | 飛鳥村         | 飛鳥村                     | 飛鳥村                | 飛鳥村                          | 南平田村                   | 南平田村                      | 南平田村                    | 昭和29年8月1日 平田村        | 昭和39年8月1日 町制 平田町 | 平成17年11月1日 酒田市 | 酒田市 |
| 砂越村                  | 砂越村         | 砂越村                     | 砂越村                | 砂越村                          | 南平田村                   | 南平田村                      | 南平田村                    | 昭和29年8月1日 平田村        | 昭和39年8月1日 町制 平田町 | 平成17年11月1日 酒田市 | 酒田市 |
| 三之宮村                | 三之宮村       | 三之宮村                   | 三之宮村              | 三之宮村                        | 南平田村                   | 南平田村                      | 南平田村                    | 昭和29年8月1日 平田村        | 昭和39年8月1日 町制 平田町 | 平成17年11月1日 酒田市 | 酒田市 |
| 郡山村                  | 郡山村         | 郡山村                     | 郡山村                | 郡山村                          | 南平田村                   | 南平田村                      | 南平田村                    | 昭和29年8月1日 平田村        | 昭和39年8月1日 町制 平田町 | 平成17年11月1日 酒田市 | 酒田市 |
| 桜林村                  | 桜林村         | 桜林村                     | 桜林村                | 桜林村                          | 南平田村                   | 南平田村                      | 南平田村                    | 昭和29年8月1日 平田村        | 昭和39年8月1日 町制 平田町 | 平成17年11月1日 酒田市 | 酒田市 |
| 石橋村                  | 石橋村         | 石橋村                     | 石橋村                | 石橋村                          | 南平田村                   | 南平田村                      | 南平田村                    | 昭和29年8月1日 平田村        | 昭和39年8月1日 町制 平田町 | 平成17年11月1日 酒田市 | 酒田市 |
| 山谷村                  | 山谷村         | 山谷村                     | 山谷村                | 山谷村                          | 南平田村                   | 南平田村                      | 南平田村                    | 昭和29年8月1日 平田村        | 昭和39年8月1日 町制 平田町 | 平成17年11月1日 酒田市 | 酒田市 |
| 桜林興野村              | 桜林興野村     | 桜林興野村                 | 桜林興野村            | 桜林興野村                      | 南平田村                   | 南平田村                      | 南平田村                    | 昭和29年8月1日 平田村        | 昭和39年8月1日 町制 平田町 | 平成17年11月1日 酒田市 | 酒田市 |
| 堀野内村                | 堀野内村       | 堀野内村                   | 堀野内村              | 堀野内村                        | 南平田村                   | 南平田村                      | 南平田村                    | 昭和29年8月1日 平田村        | 昭和39年8月1日 町制 平田町 | 平成17年11月1日 酒田市 | 酒田市 |
| 泉興野村                | 泉興野村       | 泉興野村                   | 泉興野村              | 泉興野村                        | 南平田村                   | 南平田村                      | 南平田村                    | 昭和29年8月1日 平田村        | 昭和39年8月1日 町制 平田町 | 平成17年11月1日 酒田市 | 酒田市 |
| 天神堂村                | 天神堂村       | 天神堂村                   | 天神堂村              | 天神堂村                        | 南平田村                   | 南平田村                      | 南平田村                    | 昭和29年8月1日 平田村        | 昭和39年8月1日 町制 平田町 | 平成17年11月1日 酒田市 | 酒田市 |
| 中野目村                | 中野目村       | 中野目村                   | 中野目村              | 中野目村                        | 南平田村                   | 南平田村                      | 南平田村                    | 昭和29年8月1日 平田村        | 昭和39年8月1日 町制 平田町 | 平成17年11月1日 酒田市 | 酒田市 |
| 山谷新田村              | 山谷新田村     | 山谷新田村                 | 山谷新田村            | 山谷新田村                      | 南平田村                   | 南平田村                      | 南平田村                    | 昭和29年8月1日 平田村        | 昭和39年8月1日 町制 平田町 | 平成17年11月1日 酒田市 | 酒田市 |
| 楢橋村                  | 楢橋村         | 楢橋村                     | 楢橋村                | 楢橋村                          | 南平田村                   | 南平田村                      | 南平田村                    | 昭和29年8月1日 平田村        | 昭和39年8月1日 町制 平田町 | 平成17年11月1日 酒田市 | 酒田市 |
| 市条村                  | 市条村         | 市条村                     | 明治9年 市条村        | 市条村                          | 一条村                     | 一条村                        | 一条村                      | 昭和29年12月1日 八幡町       | 八幡町                     | 平成17年11月1日 酒田市 | 酒田市 |
| 門野町村                | 門野町村       | 門野町村                   | 明治9年 市条村        | 市条村                          | 一条村                     | 一条村                        | 一条村                      | 昭和29年12月1日 八幡町       | 八幡町                     | 平成17年11月1日 酒田市 | 酒田市 |
| 法連寺村                | 法連寺村       | 法連寺村                   | 法連寺村              | 法連寺村                        | 一条村                     | 一条村                        | 一条村                      | 昭和29年12月1日 八幡町       | 八幡町                     | 平成17年11月1日 酒田市 | 酒田市 |
| 政所村                  | 政所村         | 政所村                     | 政所村                | 政所村                          | 一条村                     | 一条村                        | 一条村                      | 昭和29年12月1日 八幡町       | 八幡町                     | 平成17年11月1日 酒田市 | 酒田市 |
| 大島田村                | 大島田村       | 大島田村                   | 明治9年 大島田村      | 大島田村                        | 一条村                     | 一条村                        | 一条村                      | 昭和29年12月1日 八幡町       | 八幡町                     | 平成17年11月1日 酒田市 | 酒田市 |
| 興野嶋田村              | 興野嶋田村     | 興野嶋田村                 | 明治9年 大島田村      | 大島田村                        | 一条村                     | 一条村                        | 一条村                      | 昭和29年12月1日 八幡町       | 八幡町                     | 平成17年11月1日 酒田市 | 酒田市 |
| 岡島田村                | 岡島田村       | 岡島田村                   | 岡島田村              | 岡島田村                        | 一条村                     | 一条村                        | 一条村                      | 昭和29年12月1日 八幡町       | 八幡町                     | 平成17年11月1日 酒田市 | 酒田市 |
| 前川村                  | 前川村         | 前川村                     | 前川村                | 前川村                          | 一条村                     | 一条村                        | 一条村                      | 昭和29年12月1日 八幡町       | 八幡町                     | 平成17年11月1日 酒田市 | 酒田市 |
| 南平沢村                | 南平沢村       | 南平沢村                   | 南平沢村              | 南平沢村                        | 一条村                     | 一条村                        | 一条村                      | 昭和29年12月1日 八幡町       | 八幡町                     | 平成17年11月1日 酒田市 | 酒田市 |
| 北平沢村                | 北平沢村       | 北平沢村                   | 北平沢村              | 北平沢村                        | 一条村                     | 一条村                        | 一条村                      | 昭和29年12月1日 八幡町       | 八幡町                     | 平成17年11月1日 酒田市 | 酒田市 |
| 上荒田目村              | 上荒田目村     | 上荒田目村                 | 明治9年 寺田村        | 寺田村                          | 一条村                     | 一条村                        | 一条村                      | 昭和29年12月1日 八幡町       | 八幡町                     | 平成17年11月1日 酒田市 | 酒田市 |
| 下荒田目村              | 下荒田目村     | 下荒田目村                 | 明治9年 寺田村        | 寺田村                          | 一条村                     | 一条村                        | 一条村                      | 昭和29年12月1日 八幡町       | 八幡町                     | 平成17年11月1日 酒田市 | 酒田市 |
| 上寺田村                | 上寺田村       | 上寺田村                   | 明治9年 寺田村        | 寺田村                          | 一条村                     | 一条村                        | 一条村                      | 昭和29年12月1日 八幡町       | 八幡町                     | 平成17年11月1日 酒田市 | 酒田市 |
| 下寺田村                | 下寺田村       | 下寺田村                   | 明治9年 寺田村        | 寺田村                          | 一条村                     | 一条村                        | 一条村                      | 昭和29年12月1日 八幡町       | 八幡町                     | 平成17年11月1日 酒田市 | 酒田市 |
| 常禅寺村                | 常禅寺村       | 常禅寺村                   | 常禅寺村              | 常禅寺村                        | 観音寺村                   | 観音寺村                      | 観音寺村                    | 昭和29年12月1日 八幡町       | 八幡町                     | 平成17年11月1日 酒田市 | 酒田市 |
| 観音寺村                | 観音寺村       | 観音寺村                   | 観音寺村              | 観音寺村                        | 観音寺村                   | 観音寺村                      | 観音寺村                    | 昭和29年12月1日 八幡町       | 八幡町                     | 平成17年11月1日 酒田市 | 酒田市 |
| 麓村                    | 麓村           | 麓村                       | 麓村                  | 麓村                            | 観音寺村                   | 観音寺村                      | 観音寺村                    | 昭和29年12月1日 八幡町       | 八幡町                     | 平成17年11月1日 酒田市 | 酒田市 |
| 小泉村                  | 小泉村         | 小泉村                     | 小泉村                | 小泉村                          | 観音寺村                   | 観音寺村                      | 観音寺村                    | 昭和29年12月1日 八幡町       | 八幡町                     | 平成17年11月1日 酒田市 | 酒田市 |
| 北仁田村                | 北仁田村       | 北仁田村                   | 北仁田村              | 北仁田村                        | 観音寺村                   | 観音寺村                      | 観音寺村                    | 昭和29年12月1日 八幡町       | 八幡町                     | 平成17年11月1日 酒田市 | 酒田市 |
| 芹田村                  | 芹田村         | 芹田村                     | 芹田村                | 芹田村                          | 観音寺村                   | 観音寺村                      | 観音寺村                    | 昭和29年12月1日 八幡町       | 八幡町                     | 平成17年11月1日 酒田市 | 酒田市 |
| 大久保村                | 大久保村       | 大久保村                   | 大久保村              | 大久保村                        | 観音寺村                   | 観音寺村                      | 観音寺村                    | 昭和29年12月1日 八幡町       | 八幡町                     | 平成17年11月1日 酒田市 | 酒田市 |
| 塚淵村                  | 塚淵村         | 塚淵村                     | 塚淵村                | 塚淵村                          | 観音寺村                   | 観音寺村                      | 観音寺村                    | 昭和29年12月1日 八幡町       | 八幡町                     | 平成17年11月1日 酒田市 | 酒田市 |
| 大蕨村                  | 大蕨村         | 大蕨村                     | 大蕨村                | 大蕨村                          | 大沢村                     | 大沢村                        | 大沢村                      | 昭和29年12月1日 八幡町       | 八幡町                     | 平成17年11月1日 酒田市 | 酒田市 |
| 上南青沢村              | 上南青沢村     | 上南青沢村                 | 明治9年 上青沢村      | 上青沢村                        | 大沢村                     | 大沢村                        | 大沢村                      | 昭和29年12月1日 八幡町       | 八幡町                     | 平成17年11月1日 酒田市 | 酒田市 |
| 二階新田                | 二階新田       | 二階新田                   | 明治9年 上青沢村      | 上青沢村                        | 大沢村                     | 大沢村                        | 大沢村                      | 昭和29年12月1日 八幡町       | 八幡町                     | 平成17年11月1日 酒田市 | 酒田市 |
| 下南青沢村              | 下南青沢村     | 下南青沢村                 | 明治9年 改称 下青沢村 | 下青沢村                        | 大沢村                     | 大沢村                        | 大沢村                      | 昭和29年12月1日 八幡町       | 八幡町                     | 平成17年11月1日 酒田市 | 酒田市 |
| 北青沢村                | 北青沢村       | 北青沢村                   | 北青沢村              | 北青沢村                        | 大沢村                     | 大沢村                        | 大沢村                      | 昭和29年12月1日 八幡町       | 八幡町                     | 平成17年11月1日 酒田市 | 酒田市 |
| 上福山村                | 上福山村       | 上福山村                   | 明治9年 福山村        | 福山村                          | 日向村                     | 日向村                        | 日向村                      | 昭和29年12月1日 八幡町       | 八幡町                     | 平成17年11月1日 酒田市 | 酒田市 |
| 下福山村                | 下福山村       | 下福山村                   | 明治9年 福山村        | 福山村                          | 日向村                     | 日向村                        | 日向村                      | 昭和29年12月1日 八幡町       | 八幡町                     | 平成17年11月1日 酒田市 | 酒田市 |
| 新出村                  | 新出村         | 新出村                     | 新出村                | 新出村                          | 日向村                     | 日向村                        | 日向村                      | 昭和29年12月1日 八幡町       | 八幡町                     | 平成17年11月1日 酒田市 | 酒田市 |
| 下黒川村                | 下黒川村       | 下黒川村                   | 下黒川村              | 下黒川村                        | 日向村                     | 日向村                        | 日向村                      | 昭和29年12月1日 八幡町       | 八幡町                     | 平成17年11月1日 酒田市 | 酒田市 |
| 赤剥村                  | 赤剥村         | 赤剥村                     | 赤剥村                | 赤剥村                          | 日向村                     | 日向村                        | 日向村                      | 昭和29年12月1日 八幡町       | 八幡町                     | 平成17年11月1日 酒田市 | 酒田市 |
| 上黒川村                | 上黒川村       | 上黒川村                   | 上黒川村              | 上黒川村                        | 日向村                     | 日向村                        | 日向村                      | 昭和29年12月1日 八幡町       | 八幡町                     | 平成17年11月1日 酒田市 | 酒田市 |
| 泥沢村                  | 泥沢村         | 泥沢村                     | 泥沢村                | 泥沢村                          | 日向村                     | 日向村                        | 日向村                      | 昭和29年12月1日 八幡町       | 八幡町                     | 平成17年11月1日 酒田市 | 酒田市 |
| 草津村                  | 草津村         | 草津村                     | 草津村                | 草津村                          | 日向村                     | 日向村                        | 日向村                      | 昭和29年12月1日 八幡町       | 八幡町                     | 平成17年11月1日 酒田市 | 酒田市 |
| 升田村                  | 升田村         | 升田村                     | 升田村                | 升田村                          | 日向村                     | 日向村                        | 日向村                      | 昭和29年12月1日 八幡町       | 八幡町                     | 平成17年11月1日 酒田市 | 酒田市 |
| 橋本村                  | 橋本村         | 橋本村                     | 橋本村                | 橋本村                          | 日向村                     | 日向村                        | 日向村                      | 昭和29年12月1日 八幡町       | 八幡町                     | 平成17年11月1日 酒田市 | 酒田市 |
| 松山町                  | 松山町         | 明治2年6月22日 改称 松嶺町 | 松嶺町                | 松嶺町                          | 松嶺町                     | 松嶺町                        | 松嶺町                      | 昭和30年1月1日 松山町        | 松山町                     | 平成17年11月1日 酒田市 | 酒田市 |
| 引地村                  | 引地村         | 引地村                     | 引地村                | 引地村                          | 内郷村                     | 内郷村                        | 内郷村                      | 昭和30年1月1日 松山町        | 松山町                     | 平成17年11月1日 酒田市 | 酒田市 |
| 竹田村                  | 竹田村         | 竹田村                     | 竹田村                | 竹田村                          | 内郷村                     | 内郷村                        | 内郷村                      | 昭和30年1月1日 松山町        | 松山町                     | 平成17年11月1日 酒田市 | 酒田市 |
| 中棚村                  | 中棚村         | 中棚村                     | 明治9年 中牧田村      | 中牧田村                        | 内郷村                     | 内郷村                        | 内郷村                      | 昭和30年1月1日 松山町        | 松山町                     | 平成17年11月1日 酒田市 | 酒田市 |
| 徳田村                  | 徳田村         | 徳田村                     | 明治9年 中牧田村      | 中牧田村                        | 内郷村                     | 内郷村                        | 内郷村                      | 昭和30年1月1日 松山町        | 松山町                     | 平成17年11月1日 酒田市 | 酒田市 |
| 牧野島村                | 牧野島村       | 牧野島村                   | 明治9年 中牧田村      | 中牧田村                        | 内郷村                     | 内郷村                        | 内郷村                      | 昭和30年1月1日 松山町        | 松山町                     | 平成17年11月1日 酒田市 | 酒田市 |
| 石名坂村                | 石名坂村       | 石名坂村                   | 石名坂村              | 石名坂村                        | 内郷村                     | 内郷村                        | 内郷村                      | 昭和30年1月1日 松山町        | 松山町                     | 平成17年11月1日 酒田市 | 酒田市 |
| 土渕村                  | 土渕村         | 土渕村                     | 土渕村                | 土渕村                          | 内郷村                     | 内郷村                        | 内郷村                      | 昭和30年1月1日 松山町        | 松山町                     | 平成17年11月1日 酒田市 | 酒田市 |
| 小見村                  | 小見村         | 小見村                     | 小見村                | 小見村                          | 内郷村                     | 内郷村                        | 内郷村                      | 昭和30年1月1日 松山町        | 松山町                     | 平成17年11月1日 酒田市 | 酒田市 |
| 上北目村                | 上北目村       | 上北目村                   | 上北目村              | 上北目村                        | 内郷村                     | 内郷村                        | 内郷村                      | 昭和30年1月1日 松山町        | 松山町                     | 平成17年11月1日 酒田市 | 酒田市 |
| 中北目村                | 中北目村       | 中北目村                   | 中北目村              | 中北目村                        | 内郷村                     | 内郷村                        | 内郷村                      | 昭和30年1月1日 松山町        | 松山町                     | 平成17年11月1日 酒田市 | 酒田市 |
| 相沢村                  | 相沢村         | 相沢村                     | 明治9年 相沢村        | 相沢村                          | 内郷村                     | 内郷村                        | 内郷村                      | 昭和30年1月1日 松山町        | 松山町                     | 平成17年11月1日 酒田市 | 酒田市 |
| 相沢新田村              | 相沢新田村     | 相沢新田村                 | 明治9年 相沢村        | 相沢村                          | 内郷村                     | 内郷村                        | 内郷村                      | 昭和30年1月1日 松山町        | 松山町                     | 平成17年11月1日 酒田市 | 酒田市 |
| 庄兵衛新田村            | 庄兵衛新田村   | 庄兵衛新田村               | 明治9年 相沢村        | 相沢村                          | 内郷村                     | 内郷村                        | 内郷村                      | 昭和30年1月1日 松山町        | 松山町                     | 平成17年11月1日 酒田市 | 酒田市 |
| 上茗荷沢村              | 上茗荷沢村     | 上茗荷沢村                 | 明治9年 茗ケ沢村      | 茗ケ沢村                        | 内郷村                     | 内郷村                        | 内郷村                      | 昭和30年1月1日 松山町        | 松山町                     | 平成17年11月1日 酒田市 | 酒田市 |
| 下茗荷沢村              | 下茗荷沢村     | 下茗荷沢村                 | 明治9年 茗ケ沢村      | 茗ケ沢村                        | 内郷村                     | 内郷村                        | 内郷村                      | 昭和30年1月1日 松山町        | 松山町                     | 平成17年11月1日 酒田市 | 酒田市 |
| 上餅山村                | 上餅山村       | 上餅山村                   | 上餅山村              | 上餅山村                        | 内郷村                     | 内郷村                        | 内郷村                      | 昭和30年1月1日 松山町        | 松山町                     | 平成17年11月1日 酒田市 | 酒田市 |
| 下餅山村                | 下餅山村       | 下餅山村                   | 下餅山村              | 下餅山村                        | 内郷村                     | 内郷村                        | 内郷村                      | 昭和30年1月1日 松山町        | 松山町                     | 平成17年11月1日 酒田市 | 酒田市 |
| 山寺村                  | 山寺村         | 山寺村                     | 明治9年 山寺村        | 山寺村                          | 上郷村                     | 上郷村                        | 上郷村                      | 昭和30年1月1日 松山町        | 松山町                     | 平成17年11月1日 酒田市 | 酒田市 |
| 外里村                  | 外里村         | 外里村                     | 明治9年 山寺村        | 山寺村                          | 上郷村                     | 上郷村                        | 上郷村                      | 昭和30年1月1日 松山町        | 松山町                     | 平成17年11月1日 酒田市 | 酒田市 |
| 普門寺村                | 普門寺村       | 普門寺村                   | 明治9年 山寺村        | 山寺村                          | 上郷村                     | 上郷村                        | 上郷村                      | 昭和30年1月1日 松山町        | 松山町                     | 平成17年11月1日 酒田市 | 酒田市 |
| 小出村                  | 小出村         | 小出村                     | 明治9年 山寺村        | 山寺村                          | 上郷村                     | 上郷村                        | 上郷村                      | 昭和30年1月1日 松山町        | 松山町                     | 平成17年11月1日 酒田市 | 酒田市 |
| 堀場村                  | 堀場村         | 堀場村                     | 明治9年 山寺村        | 山寺村                          | 上郷村                     | 上郷村                        | 上郷村                      | 昭和30年1月1日 松山町        | 松山町                     | 平成17年11月1日 酒田市 | 酒田市 |
| 渡場村                  | 渡場村         | 渡場村                     | 明治9年 山寺村        | 山寺村                          | 上郷村                     | 上郷村                        | 上郷村                      | 昭和30年1月1日 松山町        | 松山町                     | 平成17年11月1日 酒田市 | 酒田市 |
| 成沢村                  | 成沢村         | 成沢村                     | 明治9年 成興野村      | 成興野村                        | 上郷村                     | 上郷村                        | 上郷村                      | 昭和30年1月1日 松山町        | 松山町                     | 平成17年11月1日 酒田市 | 酒田市 |
| 新興屋村                | 新興屋村       | 新興屋村                   | 明治9年 成興野村      | 成興野村                        | 上郷村                     | 上郷村                        | 上郷村                      | 昭和30年1月1日 松山町        | 松山町                     | 平成17年11月1日 酒田市 | 酒田市 |
| 地見興野村              | 地見興野村     | 地見興野村                 | 地見興野村            | 地見興野村                      | 上郷村                     | 上郷村                        | 上郷村                      | 昭和30年1月1日 松山町        | 松山町                     | 平成17年11月1日 酒田市 | 酒田市 |
| 大川渡村                | 大川渡村       | 大川渡村                   | 明治9年 大川渡村      | 大川渡村                        | 上郷村                     | 上郷村                        | 上郷村                      | 昭和30年1月1日 松山町        | 松山町                     | 平成17年11月1日 酒田市 | 酒田市 |
| 上郷新田村              | 上郷新田村     | 上郷新田村                 | 明治9年 大川渡村      | 大川渡村                        | 上郷村                     | 上郷村                        | 上郷村                      | 昭和30年1月1日 松山町        | 松山町                     | 平成17年11月1日 酒田市 | 酒田市 |
| 臼ヶ沢村                | 臼ヶ沢村       | 臼ヶ沢村                   | 臼ヶ沢村              | 臼ヶ沢村                        | 上郷村                     | 上郷村                        | 上郷村                      | 昭和30年1月1日 松山町        | 松山町                     | 平成17年11月1日 酒田市 | 酒田市 |
| 大沼新田村              | 大沼新田村     | 大沼新田村                 | 大沼新田村            | 大沼新田村                      | 上郷村                     | 上郷村                        | 上郷村                      | 昭和30年1月1日 松山町        | 松山町                     | 平成17年11月1日 酒田市 | 酒田市 |
| 田川郡柏谷沢村          | 田川郡柏谷沢村 | 田川郡柏谷沢村             | 田川郡柏谷沢村        | 明治11年 所属変更 柏谷沢村      | 上郷村                     | 上郷村                        | 上郷村                      | 昭和30年1月1日 松山町        | 松山町                     | 平成17年11月1日 酒田市 | 酒田市 |
| 田川郡勝浦村            | 田川郡勝浦村   | 田川郡勝浦村               | 田川郡勝浦村          | 明治11年 所属変更 勝浦村        | 飛島村                     | 飛島村                        | 飛島村                      | 昭和25年4月1日 酒田市に編入  | 酒田市                     | 平成17年11月1日 酒田市 | 酒田市 |
| 田川郡浦村              | 田川郡浦村     | 田川郡浦村                 | 田川郡浦村            | 明治11年 所属変更 浦村          | 飛島村                     | 飛島村                        | 飛島村                      | 昭和25年4月1日 酒田市に編入  | 酒田市                     | 平成17年11月1日 酒田市 | 酒田市 |
| 田川郡法木村            | 田川郡法木村   | 田川郡法木村               | 田川郡法木村          | 明治11年 所属変更 法木村        | 飛島村                     | 飛島村                        | 飛島村                      | 昭和25年4月1日 酒田市に編入  | 酒田市                     | 平成17年11月1日 酒田市 | 酒田市 |
| 上藤塚村                | 上藤塚村       | 上藤塚村                   | 明治9年 改称 藤塚村   | 藤塚村                          | 西荒瀬村                   | 西荒瀬村                      | 西荒瀬村                    | 昭和29年8月1日 酒田市に編入  | 酒田市                     | 平成17年11月1日 酒田市 | 酒田市 |
| 宮海村                  | 宮海村         | 宮海村                     | 明治9年 宮海村        | 宮海村                          | 西荒瀬村                   | 西荒瀬村                      | 西荒瀬村                    | 昭和29年8月1日 酒田市に編入  | 酒田市                     | 平成17年11月1日 酒田市 | 酒田市 |
| 茂作新田村              | 茂作新田村     | 茂作新田村                 | 明治9年 宮海村        | 宮海村                          | 西荒瀬村                   | 西荒瀬村                      | 西荒瀬村                    | 昭和29年8月1日 酒田市に編入  | 酒田市                     | 平成17年11月1日 酒田市 | 酒田市 |
| 上林興屋村              | 上林興屋村     | 上林興屋村                 | 明治9年 宮海村        | 宮海村                          | 西荒瀬村                   | 西荒瀬村                      | 西荒瀬村                    | 昭和29年8月1日 酒田市に編入  | 酒田市                     | 平成17年11月1日 酒田市 | 酒田市 |
| 下藤塚村                | 下藤塚村       | 下藤塚村                   | 明治9年 豊里村        | 豊里村                          | 西荒瀬村                   | 西荒瀬村                      | 西荒瀬村                    | 昭和29年8月1日 酒田市に編入  | 酒田市                     | 平成17年11月1日 酒田市 | 酒田市 |
| 東野新田村              | 東野新田村     | 東野新田村                 | 明治9年 豊里村        | 豊里村                          | 西荒瀬村                   | 西荒瀬村                      | 西荒瀬村                    | 昭和29年8月1日 酒田市に編入  | 酒田市                     | 平成17年11月1日 酒田市 | 酒田市 |
| 田村新田村              | 田村新田村     | 明治初年 田村新田村        | 明治9年 豊里村        | 豊里村                          | 西荒瀬村                   | 西荒瀬村                      | 西荒瀬村                    | 昭和29年8月1日 酒田市に編入  | 酒田市                     | 平成17年11月1日 酒田市 | 酒田市 |
| 北谷地新田              |                | 明治初年 田村新田村        | 明治9年 豊里村        | 豊里村                          | 西荒瀬村                   | 西荒瀬村                      | 西荒瀬村                    | 昭和29年8月1日 酒田市に編入  | 酒田市                     | 平成17年11月1日 酒田市 | 酒田市 |
| 門田村                  | 門田村         | 明治初年 門田村            | 明治9年 穂積村        | 穂積村                          | 西荒瀬村                   | 西荒瀬村                      | 西荒瀬村                    | 昭和29年8月1日 酒田市に編入  | 酒田市                     | 平成17年11月1日 酒田市 | 酒田市 |
| 門田新田村              |                | 明治初年 門田村            | 明治9年 穂積村        | 穂積村                          | 西荒瀬村                   | 西荒瀬村                      | 西荒瀬村                    | 昭和29年8月1日 酒田市に編入  | 酒田市                     | 平成17年11月1日 酒田市 | 酒田市 |
| 上市神新田村            | 上市神新田村   | 上市神新田村               | 明治9年 穂積村        | 穂積村                          | 西荒瀬村                   | 西荒瀬村                      | 西荒瀬村                    | 昭和29年8月1日 酒田市に編入  | 酒田市                     | 平成17年11月1日 酒田市 | 酒田市 |
| 下市神新田村            | 下市神新田村   | 下市神新田村               | 明治9年 穂積村        | 穂積村                          | 西荒瀬村                   | 西荒瀬村                      | 西荒瀬村                    | 昭和29年8月1日 酒田市に編入  | 酒田市                     | 平成17年11月1日 酒田市 | 酒田市 |
| 西野新田村              | 西野新田村     | 西野新田村                 | 明治9年 酒井新田村    | 酒井新田村                      | 西荒瀬村                   | 西荒瀬村                      | 昭和16年4月1日 酒田市に編入 | 酒田市                       | 酒田市                     | 平成17年11月1日 酒田市 | 酒田市 |
| 泉新田村                | 泉新田村       | 泉新田村                   | 明治9年 酒井新田村    | 酒井新田村                      | 西荒瀬村                   | 西荒瀬村                      | 昭和16年4月1日 酒田市に編入 | 酒田市                       | 酒田市                     | 平成17年11月1日 酒田市 | 酒田市 |
| 谷地田村                | 谷地田村       | 谷地田村                   | 明治9年 酒井新田村    | 酒井新田村                      | 西荒瀬村                   | 西荒瀬村                      | 昭和16年4月1日 酒田市に編入 | 酒田市                       | 酒田市                     | 平成17年11月1日 酒田市 | 酒田市 |
| 小湊村                  | 小湊村         | 小湊村                     | 小湊村                | 明治11年8月20日 高砂村          | 西荒瀬村                   | 西荒瀬村                      | 昭和16年4月1日 酒田市に編入 | 酒田市                       | 酒田市                     | 平成17年11月1日 酒田市 | 酒田市 |
| 能登興屋村              | 能登興屋村     | 能登興屋村                 | 能登興屋村            | 明治11年8月20日 高砂村          | 西荒瀬村                   | 西荒瀬村                      | 昭和16年4月1日 酒田市に編入 | 酒田市                       | 酒田市                     | 平成17年11月1日 酒田市 | 酒田市 |
| 大町村                  | 大町村         | 明治初年 大町村            | 大町村                | 大町村                          | 西平田村                   | 西平田村                      | 昭和16年4月1日 酒田市に編入 | 酒田市                       | 酒田市                     | 平成17年11月1日 酒田市 | 酒田市 |
| 四ツ興屋村              |                | 明治初年 大町村            | 大町村                | 大町村                          | 西平田村                   | 西平田村                      | 昭和16年4月1日 酒田市に編入 | 酒田市                       | 酒田市                     | 平成17年11月1日 酒田市 | 酒田市 |
| 三箇村                  |                | 明治初年 大町村            | 大町村                | 大町村                          | 西平田村                   | 西平田村                      | 昭和16年4月1日 酒田市に編入 | 酒田市                       | 酒田市                     | 平成17年11月1日 酒田市 | 酒田市 |
| 水呑村                  |                | 明治初年 大町村            | 大町村                | 大町村                          | 西平田村                   | 西平田村                      | 昭和16年4月1日 酒田市に編入 | 酒田市                       | 酒田市                     | 平成17年11月1日 酒田市 | 酒田市 |
| 新百姓村                |                | 明治初年 大町村            | 大町村                | 大町村                          | 西平田村                   | 西平田村                      | 昭和16年4月1日 酒田市に編入 | 酒田市                       | 酒田市                     | 平成17年11月1日 酒田市 | 酒田市 |
| 田川郡遊摺部村          | 田川郡遊摺部村 | 田川郡遊摺部村             | 田川郡遊摺部村        | 明治11年 所属変更 遊摺部村      | 西平田村                   | 西平田村                      | 昭和16年4月1日 酒田市に編入 | 酒田市                       | 酒田市                     | 平成17年11月1日 酒田市 | 酒田市 |
| 田川郡大宮村            | 田川郡大宮村   | 田川郡大宮村               | 田川郡大宮村          | 明治11年 所属変更 大宮村        | 西平田村                   | 西平田村                      | 昭和16年4月1日 酒田市に編入 | 酒田市                       | 酒田市                     | 平成17年11月1日 酒田市 | 酒田市 |
| 鵜渡川原村              | 鵜渡川原村     | 鵜渡川原村                 | 鵜渡川原村            | 鵜渡川原村                      | 鵜渡川原村                 | 昭和4年4月1日 酒田町に編入    | 昭和8年4月1日 市制 酒田市   | 酒田市                       | 酒田市                     | 平成17年11月1日 酒田市 | 酒田市 |
| 酒田町                  | 一部           | 酒田町                     | 酒田町                | 酒田町                          | 酒田町                     | 酒田町                        | 昭和8年4月1日 市制 酒田市   | 酒田市                       | 酒田市                     | 平成17年11月1日 酒田市 | 酒田市 |
| 酒田町                  | 一部           | 酒田町                     | 明治9年 浜田村        | 浜田村                          | 中平田村                   | 中平田村                      | 昭和16年4月1日 酒田市に編入 | 酒田市                       | 酒田市                     | 平成17年11月1日 酒田市 | 酒田市 |
| 米屋町                  | 米屋町         | 米屋町                     | 明治9年 浜田村        | 浜田村                          | 中平田村                   | 中平田村                      | 昭和16年4月1日 酒田市に編入 | 酒田市                       | 酒田市                     | 平成17年11月1日 酒田市 | 酒田市 |
| 内町                    | 内町           | 内町                       | 明治9年 浜田村        | 浜田村                          | 中平田村                   | 中平田村                      | 昭和16年4月1日 酒田市に編入 | 酒田市                       | 酒田市                     | 平成17年11月1日 酒田市 | 酒田市 |
| 浜町                    | 浜町           | 浜町                       | 明治9年 浜田村        | 浜田村                          | 中平田村                   | 中平田村                      | 昭和16年4月1日 酒田市に編入 | 酒田市                       | 酒田市                     | 平成17年11月1日 酒田市 | 酒田市 |
| 浜田村                  | 浜田村         | 浜田村                     | 明治9年 浜田村        | 浜田村                          | 中平田村                   | 中平田村                      | 昭和16年4月1日 酒田市に編入 | 酒田市                       | 酒田市                     | 平成17年11月1日 酒田市 | 酒田市 |
| 浜畑村                  | 浜畑村         | 浜畑村                     | 明治9年 浜田村        | 浜田村                          | 中平田村                   | 中平田村                      | 昭和16年4月1日 酒田市に編入 | 酒田市                       | 酒田市                     | 平成17年11月1日 酒田市 | 酒田市 |
| 手蔵田村                | 手蔵田村       | 手蔵田村                   | 明治9年 手蔵田村      | 手蔵田村                        | 中平田村                   | 中平田村                      | 中平田村                    | 昭和29年12月1日 酒田市に編入 | 酒田市                     | 平成17年11月1日 酒田市 | 酒田市 |
| 楯野内新田              | 楯野内新田     | 楯野内新田                 | 明治9年 手蔵田村      | 手蔵田村                        | 中平田村                   | 中平田村                      | 中平田村                    | 昭和29年12月1日 酒田市に編入 | 酒田市                     | 平成17年11月1日 酒田市 | 酒田市 |
| 上小堤村                | 上小堤村       | 上小堤村                   | 明治9年 手蔵田村      | 手蔵田村                        | 中平田村                   | 中平田村                      | 中平田村                    | 昭和29年12月1日 酒田市に編入 | 酒田市                     | 平成17年11月1日 酒田市 | 酒田市 |
| 下小堤村                | 下小堤村       | 下小堤村                   | 明治9年 手蔵田村      | 手蔵田村                        | 中平田村                   | 中平田村                      | 中平田村                    | 昭和29年12月1日 酒田市に編入 | 酒田市                     | 平成17年11月1日 酒田市 | 酒田市 |
| 熊野田村                | 熊野田村       | 熊野田村                   | 熊野田村              | 熊野田村                        | 中平田村                   | 中平田村                      | 中平田村                    | 昭和29年12月1日 酒田市に編入 | 酒田市                     | 平成17年11月1日 酒田市 | 酒田市 |
| 福島村                  | 福島村         | 福島村                     | 明治9年 熊手島村      | 熊手島村                        | 中平田村                   | 中平田村                      | 中平田村                    | 昭和29年12月1日 酒田市に編入 | 酒田市                     | 平成17年11月1日 酒田市 | 酒田市 |
| 熊野田興野村            | 熊野田興野村   | 熊野田興野村               | 明治9年 熊手島村      | 熊手島村                        | 中平田村                   | 中平田村                      | 中平田村                    | 昭和29年12月1日 酒田市に編入 | 酒田市                     | 平成17年11月1日 酒田市 | 酒田市 |
| 手蔵田興野村            | 手蔵田興野村   | 手蔵田興野村               | 明治9年 熊手島村      | 熊手島村                        | 中平田村                   | 中平田村                      | 中平田村                    | 昭和29年12月1日 酒田市に編入 | 酒田市                     | 平成17年11月1日 酒田市 | 酒田市 |
| 大槻新田村              | 大槻新田村     | 大槻新田村                 | 大槻新田村            | 大槻新田村                      | 中平田村                   | 中平田村                      | 中平田村                    | 昭和29年12月1日 酒田市に編入 | 酒田市                     | 平成17年11月1日 酒田市 | 酒田市 |
| 荻島村                  | 荻島村         | 荻島村                     | 荻島村                | 荻島村                          | 中平田村                   | 中平田村                      | 中平田村                    | 昭和29年12月1日 酒田市に編入 | 酒田市                     | 平成17年11月1日 酒田市 | 酒田市 |
| 本川村                  | 本川村         | 本川村                     | 本川村                | 本川村                          | 中平田村                   | 中平田村                      | 中平田村                    | 昭和29年12月1日 酒田市に編入 | 酒田市                     | 平成17年11月1日 酒田市 | 酒田市 |
| 茨野新田村              | 茨野新田村     | 茨野新田村                 | 茨野新田村            | 茨野新田村                      | 中平田村                   | 中平田村                      | 中平田村                    | 昭和29年12月1日 酒田市に編入 | 酒田市                     | 平成17年11月1日 酒田市 | 酒田市 |
| 小牧新田村              | 小牧新田村     | 小牧新田村                 | 小牧新田村            | 小牧新田村                      | 中平田村                   | 中平田村                      | 中平田村                    | 昭和29年12月1日 酒田市に編入 | 酒田市                     | 平成17年11月1日 酒田市 | 酒田市 |
| 中野新田村              | 中野新田村     | 中野新田村                 | 中野新田村            | 中野新田村                      | 中平田村                   | 中平田村                      | 中平田村                    | 昭和29年12月1日 酒田市に編入 | 酒田市                     | 平成17年11月1日 酒田市 | 酒田市 |
| 勝保関村                | 勝保関村       | 勝保関村                   | 勝保関村              | 勝保関村                        | 中平田村                   | 中平田村                      | 中平田村                    | 昭和29年12月1日 酒田市に編入 | 酒田市                     | 平成17年11月1日 酒田市 | 酒田市 |
| 土崎村                  | 土崎村         | 土崎村                     | 土崎村                | 土崎村                          | 中平田村                   | 中平田村                      | 中平田村                    | 昭和29年12月1日 酒田市に編入 | 酒田市                     | 平成17年11月1日 酒田市 | 酒田市 |
| 大多新田村              | 大多新田村     | 大多新田村                 | 大多新田村            | 大多新田村                      | 中平田村                   | 中平田村                      | 中平田村                    | 昭和29年12月1日 酒田市に編入 | 酒田市                     | 平成17年11月1日 酒田市 | 酒田市 |
| 小牧村                  | 小牧村         | 小牧村                     | 小牧村                | 小牧村                          | 中平田村                   | 中平田村                      | 中平田村                    | 昭和29年12月1日 酒田市に編入 | 酒田市                     | 平成17年11月1日 酒田市 | 酒田市 |
| 大野新田村              | 大野新田村     | 大野新田村                 | 大野新田村            | 大野新田村                      | 中平田村                   | 中平田村                      | 中平田村                    | 昭和29年12月1日 酒田市に編入 | 酒田市                     | 平成17年11月1日 酒田市 | 酒田市 |
| 古荒新田村              | 古荒新田村     | 古荒新田村                 | 古荒新田村            | 古荒新田村                      | 中平田村                   | 中平田村                      | 中平田村                    | 昭和29年12月1日 酒田市に編入 | 酒田市                     | 平成17年11月1日 酒田市 | 酒田市 |
| 上漆曽根村              | 上漆曽根村     | 上漆曽根村                 | 明治9年 漆曽根村      | 漆曽根村                        | 北平田村                   | 北平田村                      | 北平田村                    | 昭和29年12月1日 酒田市に編入 | 酒田市                     | 平成17年11月1日 酒田市 | 酒田市 |
| 中漆曽根村              | 中漆曽根村     | 中漆曽根村                 | 明治9年 漆曽根村      | 漆曽根村                        | 北平田村                   | 北平田村                      | 北平田村                    | 昭和29年12月1日 酒田市に編入 | 酒田市                     | 平成17年11月1日 酒田市 | 酒田市 |
| 下漆曽根村              | 下漆曽根村     | 下漆曽根村                 | 明治9年 漆曽根村      | 漆曽根村                        | 北平田村                   | 北平田村                      | 北平田村                    | 昭和29年12月1日 酒田市に編入 | 酒田市                     | 平成17年11月1日 酒田市 | 酒田市 |
| 町屋村                  | 町屋村         | 町屋村                     | 明治9年 漆曽根村      | 漆曽根村                        | 北平田村                   | 北平田村                      | 北平田村                    | 昭和29年12月1日 酒田市に編入 | 酒田市                     | 平成17年11月1日 酒田市 | 酒田市 |
| 新青渡村                | 新青渡村       | 新青渡村                   | 明治9年 新青渡村      | 新青渡村                        | 北平田村                   | 北平田村                      | 北平田村                    | 昭和29年12月1日 酒田市に編入 | 酒田市                     | 平成17年11月1日 酒田市 | 酒田市 |
| 南興野村                | 南興野村       | 南興野村                   | 明治9年 新青渡村      | 新青渡村                        | 北平田村                   | 北平田村                      | 北平田村                    | 昭和29年12月1日 酒田市に編入 | 酒田市                     | 平成17年11月1日 酒田市 | 酒田市 |
| 久保田村                | 久保田村       | 久保田村                   | 久保田村              | 久保田村                        | 北平田村                   | 北平田村                      | 北平田村                    | 昭和29年12月1日 酒田市に編入 | 酒田市                     | 平成17年11月1日 酒田市 | 酒田市 |
| 曽根田村                | 曽根田村       | 曽根田村                   | 曽根田村              | 曽根田村                        | 北平田村                   | 北平田村                      | 北平田村                    | 昭和29年12月1日 酒田市に編入 | 酒田市                     | 平成17年11月1日 酒田市 | 酒田市 |
| 古青渡村                | 古青渡村       | 古青渡村                   | 古青渡村              | 古青渡村                        | 北平田村                   | 北平田村                      | 北平田村                    | 昭和29年12月1日 酒田市に編入 | 酒田市                     | 平成17年11月1日 酒田市 | 酒田市 |
| 円能寺村                | 円能寺村       | 円能寺村                   | 明治9年 円能寺村      | 円能寺村                        | 北平田村                   | 北平田村                      | 北平田村                    | 昭和29年12月1日 酒田市に編入 | 酒田市                     | 平成17年11月1日 酒田市 | 酒田市 |
| 中興野村                | 中興野村       | 中興野村                   | 明治9年 円能寺村      | 円能寺村                        | 北平田村                   | 北平田村                      | 北平田村                    | 昭和29年12月1日 酒田市に編入 | 酒田市                     | 平成17年11月1日 酒田市 | 酒田市 |
| 布目村                  | 布目村         | 布目村                     | 布目村                | 布目村                          | 北平田村                   | 北平田村                      | 北平田村                    | 昭和29年12月1日 酒田市に編入 | 酒田市                     | 平成17年11月1日 酒田市 | 酒田市 |
| 上興野村                | 上興野村       | 上興野村                   | 上興野村              | 上興野村                        | 北平田村                   | 北平田村                      | 北平田村                    | 昭和29年12月1日 酒田市に編入 | 酒田市                     | 平成17年11月1日 酒田市 | 酒田市 |
| 中野曽根村              | 中野曽根村     | 中野曽根村                 | 中野曽根村            | 中野曽根村                      | 北平田村                   | 北平田村                      | 北平田村                    | 昭和29年12月1日 酒田市に編入 | 酒田市                     | 平成17年11月1日 酒田市 | 酒田市 |
| 牧曽根村                | 牧曽根村       | 牧曽根村                   | 牧曽根村              | 牧曽根村                        | 北平田村                   | 北平田村                      | 北平田村                    | 昭和29年12月1日 酒田市に編入 | 酒田市                     | 平成17年11月1日 酒田市 | 酒田市 |
| 大石村                  | 大石村         | 明治初年 大石村            | 大石村                | 大石村                          | 東平田村                   | 東平田村                      | 東平田村                    | 昭和29年12月1日 酒田市に編入 | 酒田市                     | 平成17年11月1日 酒田市 | 酒田市 |
| 矢流川村                |                | 明治初年 大石村            | 大石村                | 大石村                          | 東平田村                   | 東平田村                      | 東平田村                    | 昭和29年12月1日 酒田市に編入 | 酒田市                     | 平成17年11月1日 酒田市 | 酒田市 |
| 滝野沢村                |                | 明治初年 大石村            | 大石村                | 大石村                          | 東平田村                   | 東平田村                      | 東平田村                    | 昭和29年12月1日 酒田市に編入 | 酒田市                     | 平成17年11月1日 酒田市 | 酒田市 |
| 大平村                  |                | 明治初年 大石村            | 大石村                | 大石村                          | 東平田村                   | 東平田村                      | 東平田村                    | 昭和29年12月1日 酒田市に編入 | 酒田市                     | 平成17年11月1日 酒田市 | 酒田市 |
| 寺内村                  | 寺内村         | 寺内村                     | 明治9年 北沢村        | 北沢村                          | 東平田村                   | 東平田村                      | 東平田村                    | 昭和29年12月1日 酒田市に編入 | 酒田市                     | 平成17年11月1日 酒田市 | 酒田市 |
| 北境村                  | 北境村         | 北境村                     | 明治9年 北沢村        | 北沢村                          | 東平田村                   | 東平田村                      | 東平田村                    | 昭和29年12月1日 酒田市に編入 | 酒田市                     | 平成17年11月1日 酒田市 | 酒田市 |
| 金生沢村                | 金生沢村       | 金生沢村                   | 明治9年 北沢村        | 北沢村                          | 東平田村                   | 東平田村                      | 東平田村                    | 昭和29年12月1日 酒田市に編入 | 酒田市                     | 平成17年11月1日 酒田市 | 酒田市 |
| 関村                    | 関村           | 関村                       | 関村                  | 関村                            | 東平田村                   | 東平田村                      | 東平田村                    | 昭和29年12月1日 酒田市に編入 | 酒田市                     | 平成17年11月1日 酒田市 | 酒田市 |
| 横代村                  | 横代村         | 横代村                     | 横代村                | 横代村                          | 東平田村                   | 東平田村                      | 東平田村                    | 昭和29年12月1日 酒田市に編入 | 酒田市                     | 平成17年11月1日 酒田市 | 酒田市 |
| 境興野村                | 境興野村       | 境興野村                   | 境興野村              | 境興野村                        | 東平田村                   | 東平田村                      | 東平田村                    | 昭和29年12月1日 酒田市に編入 | 酒田市                     | 平成17年11月1日 酒田市 | 酒田市 |
| 南吉田村                | 南吉田村       | 南吉田村                   | 明治9年 吉田村        | 吉田村                          | 上田村                     | 上田村                        | 上田村                      | 昭和29年12月1日 酒田市に編入 | 酒田市                     | 平成17年11月1日 酒田市 | 酒田市 |
| 上野曽根村              | 上野曽根村     | 上野曽根村                 | 明治9年 吉田村        | 明治14年3月17日 分立 上野曽根村 | 上田村                     | 上田村                        | 上田村                      | 昭和29年12月1日 酒田市に編入 | 酒田市                     | 平成17年11月1日 酒田市 | 酒田市 |
| 鶴田村                  | 鶴田村         | 鶴田村                     | 明治9年 吉田村        | 明治14年3月17日 分立 鶴田村     | 上田村                     | 上田村                        | 上田村                      | 昭和29年12月1日 酒田市に編入 | 酒田市                     | 平成17年11月1日 酒田市 | 酒田市 |
| 吉田新田村              | 吉田新田村     | 吉田新田村                 | 吉田新田村            | 吉田新田村                      | 上田村                     | 上田村                        | 上田村                      | 昭和29年12月1日 酒田市に編入 | 酒田市                     | 平成17年11月1日 酒田市 | 酒田市 |
| 安田興野村              | 安田興野村     | 安田興野村                 | 明治9年 安田村        | 安田村                          | 上田村                     | 上田村                        | 上田村                      | 昭和29年12月1日 酒田市に編入 | 酒田市                     | 平成17年11月1日 酒田市 | 酒田市 |
| 地蔵寺村                | 地蔵寺村       | 地蔵寺村                   | 明治9年 安田村        | 安田村                          | 上田村                     | 上田村                        | 上田村                      | 昭和29年12月1日 酒田市に編入 | 酒田市                     | 平成17年11月1日 酒田市 | 酒田市 |
| 下安田村                | 下安田村       | 下安田村                   | 明治9年 安田村        | 安田村                          | 上田村                     | 上田村                        | 上田村                      | 昭和29年12月1日 酒田市に編入 | 酒田市                     | 平成17年11月1日 酒田市 | 酒田市 |
| 古川村                  | 古川村         | 古川村                     | 明治9年 苅穂村        | 苅穂村                          | 上田村                     | 上田村                        | 上田村                      | 昭和29年12月1日 酒田市に編入 | 酒田市                     | 平成17年11月1日 酒田市 | 酒田市 |
| 上安田村                | 上安田村       | 上安田村                   | 明治9年 苅穂村        | 苅穂村                          | 上田村                     | 上田村                        | 上田村                      | 昭和29年12月1日 酒田市に編入 | 酒田市                     | 平成17年11月1日 酒田市 | 酒田市 |
| 本楯村                  | 本楯村         | 本楯村                     | 明治9年 本楯村        | 本楯村                          | 本楯村                     | 本楯村                        | 本楯村                      | 昭和29年12月1日 酒田市に編入 | 酒田市                     | 平成17年11月1日 酒田市 | 酒田市 |
| 荒田目村                | 荒田目村       | 荒田目村                   | 明治9年 本楯村        | 本楯村                          | 本楯村                     | 本楯村                        | 本楯村                      | 昭和29年12月1日 酒田市に編入 | 酒田市                     | 平成17年11月1日 酒田市 | 酒田市 |
| 勝竜寺村                | 勝竜寺村       | 勝竜寺村                   | 明治9年 庭田村        | 庭田村                          | 本楯村                     | 本楯村                        | 本楯村                      | 昭和29年12月1日 酒田市に編入 | 酒田市                     | 平成17年11月1日 酒田市 | 酒田市 |
| 市野坪村                | 市野坪村       | 市野坪村                   | 明治9年 庭田村        | 庭田村                          | 本楯村                     | 本楯村                        | 本楯村                      | 昭和29年12月1日 酒田市に編入 | 酒田市                     | 平成17年11月1日 酒田市 | 酒田市 |
| 福升村                  | 福升村         | 福升村                     | 明治9年 豊原村        | 豊原村                          | 本楯村                     | 本楯村                        | 本楯村                      | 昭和29年12月1日 酒田市に編入 | 酒田市                     | 平成17年11月1日 酒田市 | 酒田市 |
| 二ツ柳村                | 二ツ柳村       | 二ツ柳村                   | 明治9年 豊原村        | 豊原村                          | 本楯村                     | 本楯村                        | 本楯村                      | 昭和29年12月1日 酒田市に編入 | 酒田市                     | 平成17年11月1日 酒田市 | 酒田市 |
| 宮形村                  | 宮形村         | 宮形村                     | 明治9年 城輪村        | 城輪村                          | 本楯村                     | 本楯村                        | 本楯村                      | 昭和29年12月1日 酒田市に編入 | 酒田市                     | 平成17年11月1日 酒田市 | 酒田市 |
| 木之内村                | 木之内村       | 木之内村                   | 明治9年 城輪村        | 城輪村                          | 本楯村                     | 本楯村                        | 本楯村                      | 昭和29年12月1日 酒田市に編入 | 酒田市                     | 平成17年11月1日 酒田市 | 酒田市 |
| 星川興野村              | 星川興野村     | 星川興野村                 | 明治9年 城輪村        | 城輪村                          | 本楯村                     | 本楯村                        | 本楯村                      | 昭和29年12月1日 酒田市に編入 | 酒田市                     | 平成17年11月1日 酒田市 | 酒田市 |
| 中川村                  | 中川村         | 中川村                     | 明治9年 豊川村        | 豊川村                          | 本楯村                     | 本楯村                        | 本楯村                      | 昭和29年12月1日 酒田市に編入 | 酒田市                     | 平成17年11月1日 酒田市 | 酒田市 |
| 苅屋村                  | 苅屋村         | 苅屋村                     | 明治9年 豊川村        | 豊川村                          | 本楯村                     | 本楯村                        | 本楯村                      | 昭和29年12月1日 酒田市に編入 | 酒田市                     | 平成17年11月1日 酒田市 | 酒田市 |
| 明成寺村                | 明成寺村       | 明成寺村                   | 明治9年 豊川村        | 豊川村                          | 本楯村                     | 本楯村                        | 本楯村                      | 昭和29年12月1日 酒田市に編入 | 酒田市                     | 平成17年11月1日 酒田市 | 酒田市 |
| 若王子村                | 若王子村       | 若王子村                   | 明治9年 豊川村        | 豊川村                          | 本楯村                     | 本楯村                        | 本楯村                      | 昭和29年12月1日 酒田市に編入 | 酒田市                     | 平成17年11月1日 酒田市 | 酒田市 |
| 館内村                  | 館内村         | 館内村                     | 明治9年 豊川村        | 豊川村                          | 本楯村                     | 本楯村                        | 本楯村                      | 昭和29年12月1日 酒田市に編入 | 酒田市                     | 平成17年11月1日 酒田市 | 酒田市 |
| 三ツ橋村                | 三ツ橋村       | 三ツ橋村                   | 明治9年 大豊田村      | 大豊田村                        | 本楯村                     | 本楯村                        | 本楯村                      | 昭和29年12月1日 酒田市に編入 | 酒田市                     | 平成17年11月1日 酒田市 | 酒田市 |
| 上星川村                | 上星川村       | 上星川村                   | 明治9年 大豊田村      | 大豊田村                        | 本楯村                     | 本楯村                        | 本楯村                      | 昭和29年12月1日 酒田市に編入 | 酒田市                     | 平成17年11月1日 酒田市 | 酒田市 |
| 中星川村                | 中星川村       | 中星川村                   | 明治9年 大豊田村      | 大豊田村                        | 本楯村                     | 本楯村                        | 本楯村                      | 昭和29年12月1日 酒田市に編入 | 酒田市                     | 平成17年11月1日 酒田市 | 酒田市 |
| 下星川村                | 下星川村       | 下星川村                   | 明治9年 大豊田村      | 大豊田村                        | 本楯村                     | 本楯村                        | 本楯村                      | 昭和29年12月1日 酒田市に編入 | 酒田市                     | 平成17年11月1日 酒田市 | 酒田市 |
| 中吉田村                | 中吉田村       | 中吉田村                   | 明治9年 保岡村        | 保岡村                          | 本楯村                     | 本楯村                        | 本楯村                      | 昭和29年12月1日 酒田市に編入 | 酒田市                     | 平成17年11月1日 酒田市 | 酒田市 |
| 北吉田村                | 北吉田村       | 北吉田村                   | 明治9年 保岡村        | 保岡村                          | 本楯村                     | 本楯村                        | 本楯村                      | 昭和29年12月1日 酒田市に編入 | 酒田市                     | 平成17年11月1日 酒田市 | 酒田市 |
| 越橋村                  | 越橋村         | 越橋村                     | 明治9年 保岡村        | 保岡村                          | 本楯村                     | 本楯村                        | 本楯村                      | 昭和29年12月1日 酒田市に編入 | 酒田市                     | 平成17年11月1日 酒田市 | 酒田市 |
| 高田新田村              | 高田新田村     | 高田新田村                 | 明治9年 保岡村        | 保岡村                          | 本楯村                     | 本楯村                        | 本楯村                      | 昭和29年12月1日 酒田市に編入 | 酒田市                     | 平成17年11月1日 酒田市 | 酒田市 |
| 京屋新田村              | 京屋新田村     | 京屋新田村                 | 明治9年 保岡村        | 保岡村                          | 本楯村                     | 本楯村                        | 本楯村                      | 昭和29年12月1日 酒田市に編入 | 酒田市                     | 平成17年11月1日 酒田市 | 酒田市 |
| 今泉村                  | 今泉村         | 今泉村                     | 明治9年 千代田村      | 千代田村                        | 南遊佐村                   | 南遊佐村                      | 南遊佐村                    | 昭和29年12月1日 酒田市に編入 | 酒田市                     | 平成17年11月1日 酒田市 | 酒田市 |
| 外野村                  | 外野村         | 外野村                     | 明治9年 千代田村      | 千代田村                        | 南遊佐村                   | 南遊佐村                      | 南遊佐村                    | 昭和29年12月1日 酒田市に編入 | 酒田市                     | 平成17年11月1日 酒田市 | 酒田市 |
| 宮野内村                | 宮野内村       | 宮野内村                   | 明治9年 宮内村        | 宮内村                          | 南遊佐村                   | 南遊佐村                      | 南遊佐村                    | 昭和29年12月1日 酒田市に編入 | 酒田市                     | 平成17年11月1日 酒田市 | 酒田市 |
| 宮野内新田村            | 宮野内新田村   | 宮野内新田村               | 明治9年 宮内村        | 宮内村                          | 南遊佐村                   | 南遊佐村                      | 南遊佐村                    | 昭和29年12月1日 酒田市に編入 | 酒田市                     | 平成17年11月1日 酒田市 | 酒田市 |
| 中島村                  | 中島村         | 中島村                     | 明治9年 米島村        | 米島村                          | 南遊佐村                   | 南遊佐村                      | 南遊佐村                    | 昭和29年12月1日 酒田市に編入 | 酒田市                     | 平成17年11月1日 酒田市 | 酒田市 |
| 興休村                  | 興休村         | 興休村                     | 明治9年 米島村        | 米島村                          | 南遊佐村                   | 南遊佐村                      | 南遊佐村                    | 昭和29年12月1日 酒田市に編入 | 酒田市                     | 平成17年11月1日 酒田市 | 酒田市 |
| 漆曽根村                | 漆曽根村       | 漆曽根村                   | 明治9年 遊佐町村      | 遊佐町村                        | 遊佐村                     | 遊佐村                        | 昭和16年4月1日 町制 遊佐町  | 昭和29年8月1日 遊佐町        | 遊佐町                     | 遊佐町                 | 遊佐町 |
| 六日町村                | 六日町村       | 六日町村                   | 明治9年 遊佐町村      | 遊佐町村                        | 遊佐村                     | 遊佐村                        | 昭和16年4月1日 町制 遊佐町  | 昭和29年8月1日 遊佐町        | 遊佐町                     | 遊佐町                 | 遊佐町 |
| 八日町村                | 八日町村       | 八日町村                   | 明治9年 遊佐町村      | 遊佐町村                        | 遊佐村                     | 遊佐村                        | 昭和16年4月1日 町制 遊佐町  | 昭和29年8月1日 遊佐町        | 遊佐町                     | 遊佐町                 | 遊佐町 |
| 十日町村                | 十日町村       | 十日町村                   | 明治9年 遊佐町村      | 遊佐町村                        | 遊佐村                     | 遊佐村                        | 昭和16年4月1日 町制 遊佐町  | 昭和29年8月1日 遊佐町        | 遊佐町                     | 遊佐町                 | 遊佐町 |
| 尻引村                  | 尻引村         | 尻引村                     | 明治9年 遊佐町村      | 遊佐町村                        | 遊佐村                     | 遊佐村                        | 昭和16年4月1日 町制 遊佐町  | 昭和29年8月1日 遊佐町        | 遊佐町                     | 遊佐町                 | 遊佐町 |
| 岡田村                  | 岡田村         | 岡田村                     | 明治9年 遊佐町村      | 遊佐町村                        | 遊佐村                     | 遊佐村                        | 昭和16年4月1日 町制 遊佐町  | 昭和29年8月1日 遊佐町        | 遊佐町                     | 遊佐町                 | 遊佐町 |
| 上野新田                | 上野新田       | 上野新田                   | 明治9年 白井新田村    | 白井新田村                      | 遊佐村                     | 遊佐村                        | 昭和16年4月1日 町制 遊佐町  | 昭和29年8月1日 遊佐町        | 遊佐町                     | 遊佐町                 | 遊佐町 |
| 藤井新田                | 藤井新田       | 藤井新田                   | 明治9年 白井新田村    | 白井新田村                      | 遊佐村                     | 遊佐村                        | 昭和16年4月1日 町制 遊佐町  | 昭和29年8月1日 遊佐町        | 遊佐町                     | 遊佐町                 | 遊佐町 |
| 広野新田                | 広野新田       | 広野新田                   | 明治9年 白井新田村    | 白井新田村                      | 遊佐村                     | 遊佐村                        | 昭和16年4月1日 町制 遊佐町  | 昭和29年8月1日 遊佐町        | 遊佐町                     | 遊佐町                 | 遊佐町 |
| 下野沢村                | 下野沢村       | 下野沢村                   | 明治9年 野沢村        | 野沢村                          | 遊佐村                     | 遊佐村                        | 昭和16年4月1日 町制 遊佐町  | 昭和29年8月1日 遊佐町        | 遊佐町                     | 遊佐町                 | 遊佐町 |
| 上野沢村                | 上野沢村       | 上野沢村                   | 明治9年 野沢村        | 野沢村                          | 遊佐村                     | 遊佐村                        | 昭和16年4月1日 町制 遊佐町  | 昭和29年8月1日 遊佐町        | 遊佐町                     | 遊佐町                 | 遊佐町 |
| 下野沢新田村            | 下野沢新田村   | 下野沢新田村               | 明治9年 野沢村        | 野沢村                          | 遊佐村                     | 遊佐村                        | 昭和16年4月1日 町制 遊佐町  | 昭和29年8月1日 遊佐町        | 遊佐町                     | 遊佐町                 | 遊佐町 |
| 吉出村                  | 吉出村         | 吉出村                     | 明治9年 吉出村        | 吉出村                          | 遊佐村                     | 遊佐村                        | 昭和16年4月1日 町制 遊佐町  | 昭和29年8月1日 遊佐町        | 遊佐町                     | 遊佐町                 | 遊佐町 |
| 京田村                  | 京田村         | 京田村                     | 明治9年 吉出村        | 吉出村                          | 遊佐村                     | 遊佐村                        | 昭和16年4月1日 町制 遊佐町  | 昭和29年8月1日 遊佐町        | 遊佐町                     | 遊佐町                 | 遊佐町 |
| 蚕桑地村                | 蚕桑地村       | 蚕桑地村                   | 明治9年 吉出村        | 吉出村                          | 遊佐村                     | 遊佐村                        | 昭和16年4月1日 町制 遊佐町  | 昭和29年8月1日 遊佐町        | 遊佐町                     | 遊佐町                 | 遊佐町 |
| 平津村                  | 平津村         | 平津村                     | 明治9年 小原田村      | 小原田村                        | 遊佐村                     | 遊佐村                        | 昭和16年4月1日 町制 遊佐町  | 昭和29年8月1日 遊佐町        | 遊佐町                     | 遊佐町                 | 遊佐町 |
| 蕨岡上寺村              | 蕨岡上寺村     | 明治初年 改称 上蕨岡村     | 上蕨岡村              | 上蕨岡村                        | 蕨岡村                     | 蕨岡村                        | 蕨岡村                      | 昭和29年8月1日 遊佐町        | 遊佐町                     | 遊佐町                 | 遊佐町 |
| 蕨岡村                  | 蕨岡村         | 明治初年 改称 下蕨岡村     | 明治9年 大蕨岡村      | 大蕨岡村                        | 蕨岡村                     | 蕨岡村                        | 蕨岡村                      | 昭和29年8月1日 遊佐町        | 遊佐町                     | 遊佐町                 | 遊佐町 |
| 大淵村                  | 大淵村         | 大淵村                     | 明治9年 大蕨岡村      | 大蕨岡村                        | 蕨岡村                     | 蕨岡村                        | 蕨岡村                      | 昭和29年8月1日 遊佐町        | 遊佐町                     | 遊佐町                 | 遊佐町 |
| 杉沢村                  | 杉沢村         | 杉沢村                     | 杉沢村                | 杉沢村                          | 蕨岡村                     | 蕨岡村                        | 蕨岡村                      | 昭和29年8月1日 遊佐町        | 遊佐町                     | 遊佐町                 | 遊佐町 |
| 鹿野沢村                | 鹿野沢村       | 鹿野沢村                   | 明治9年 鹿野沢村      | 鹿野沢村                        | 蕨岡村                     | 蕨岡村                        | 蕨岡村                      | 昭和29年8月1日 遊佐町        | 遊佐町                     | 遊佐町                 | 遊佐町 |
| 天神新田村              | 天神新田村     | 天神新田村                 | 明治9年 鹿野沢村      | 鹿野沢村                        | 蕨岡村                     | 蕨岡村                        | 蕨岡村                      | 昭和29年8月1日 遊佐町        | 遊佐町                     | 遊佐町                 | 遊佐町 |
| 平津新田村              | 平津新田村     | 平津新田村                 | 明治9年 小原田村      | 小原田村                        | 蕨岡村                     | 蕨岡村                        | 蕨岡村                      | 昭和29年8月1日 遊佐町        | 遊佐町                     | 遊佐町                 | 遊佐町 |
| 大楯村                  | 大楯村         | 大楯村                     | 明治9年 小原田村      | 小原田村                        | 蕨岡村                     | 蕨岡村                        | 蕨岡村                      | 昭和29年8月1日 遊佐町        | 遊佐町                     | 遊佐町                 | 遊佐町 |
| 大楯新田村              | 大楯新田村     | 大楯新田村                 | 明治9年 小原田村      | 小原田村                        | 蕨岡村                     | 蕨岡村                        | 蕨岡村                      | 昭和29年8月1日 遊佐町        | 遊佐町                     | 遊佐町                 | 遊佐町 |
| 下長橋村                | 下長橋村       | 下長橋村                   | 明治9年 小原田村      | 小原田村                        | 一郷村                     | 明治23年10月16日 蕨岡村に編入 | 蕨岡村                      | 昭和29年8月1日 遊佐町        | 遊佐町                     | 遊佐町                 | 遊佐町 |
| 上長橋村                | 上長橋村       | 上長橋村                   | 明治9年 小原田村      | 小原田村                        | 一郷村                     | 明治23年10月16日 蕨岡村に編入 | 蕨岡村                      | 昭和29年8月1日 遊佐町        | 遊佐町                     | 遊佐町                 | 遊佐町 |
| 石辻村                  | 石辻村         | 石辻村                     | 明治9年 豊岡村        | 豊岡村                          | 一郷村                     | 明治23年10月16日 蕨岡村に編入 | 蕨岡村                      | 昭和29年8月1日 遊佐町        | 遊佐町                     | 遊佐町                 | 遊佐町 |
| 三川村                  | 三川村         | 三川村                     | 明治9年 豊岡村        | 豊岡村                          | 一郷村                     | 明治23年10月16日 蕨岡村に編入 | 蕨岡村                      | 昭和29年8月1日 遊佐町        | 遊佐町                     | 遊佐町                 | 遊佐町 |
| 上大内野目村            | 上大内野目村   | 上大内野目村               | 明治9年 豊岡村        | 豊岡村                          | 一郷村                     | 明治23年10月16日 蕨岡村に編入 | 蕨岡村                      | 昭和29年8月1日 遊佐町        | 遊佐町                     | 遊佐町                 | 遊佐町 |
| 下大内野目村            | 下大内野目村   | 下大内野目村               | 明治9年 豊岡村        | 豊岡村                          | 一郷村                     | 明治23年10月16日 蕨岡村に編入 | 蕨岡村                      | 昭和29年8月1日 遊佐町        | 遊佐町                     | 遊佐町                 | 遊佐町 |
| 水上村                  | 水上村         | 水上村                     | 明治9年 豊岡村        | 豊岡村                          | 一郷村                     | 明治23年10月16日 蕨岡村に編入 | 蕨岡村                      | 昭和29年8月1日 遊佐町        | 遊佐町                     | 遊佐町                 | 遊佐町 |
| 上小松村                | 上小松村       | 上小松村                   | 明治9年 小松村        | 小松村                          | 一郷村                     | 明治23年10月16日 蕨岡村に編入 | 蕨岡村                      | 昭和29年8月1日 遊佐町        | 遊佐町                     | 遊佐町                 | 遊佐町 |
| 下小松村                | 下小松村       | 下小松村                   | 明治9年 小松村        | 小松村                          | 一郷村                     | 明治23年10月16日 蕨岡村に編入 | 蕨岡村                      | 昭和29年8月1日 遊佐町        | 遊佐町                     | 遊佐町                 | 遊佐町 |
| 吹浦村                  | 吹浦村         | 吹浦村                     | 明治9年 吹浦村        | 吹浦村                          | 吹浦村                     | 吹浦村                        | 吹浦村                      | 昭和29年8月1日 遊佐町        | 遊佐町                     | 遊佐町                 | 遊佐町 |
| 島崎村                  | 島崎村         | 島崎村                     | 明治9年 吹浦村        | 吹浦村                          | 吹浦村                     | 吹浦村                        | 吹浦村                      | 昭和29年8月1日 遊佐町        | 遊佐町                     | 遊佐町                 | 遊佐町 |
| 滝野浦村                | 滝野浦村       | 滝野浦村                   | 明治9年 吹浦村        | 吹浦村                          | 吹浦村                     | 吹浦村                        | 吹浦村                      | 昭和29年8月1日 遊佐町        | 遊佐町                     | 遊佐町                 | 遊佐町 |
| 女鹿村                  | 女鹿村         | 女鹿村                     | 明治9年 吹浦村        | 吹浦村                          | 吹浦村                     | 吹浦村                        | 吹浦村                      | 昭和29年8月1日 遊佐町        | 遊佐町                     | 遊佐町                 | 遊佐町 |
| 落伏村                  | 落伏村         | 落伏村                     | 明治9年 直世村        | 直世村                          | 吹浦村                     | 吹浦村                        | 吹浦村                      | 昭和29年8月1日 遊佐町        | 遊佐町                     | 遊佐町                 | 遊佐町 |
| 箕輪新田村              | 箕輪新田村     | 箕輪新田村                 | 明治9年 直世村        | 直世村                          | 吹浦村                     | 吹浦村                        | 吹浦村                      | 昭和29年8月1日 遊佐町        | 遊佐町                     | 遊佐町                 | 遊佐町 |
| 升川村                  | 升川村         | 升川村                     | 明治9年 直世村        | 直世村                          | 高瀬村                     | 高瀬村                        | 高瀬村                      | 昭和29年8月1日 遊佐町        | 遊佐町                     | 遊佐町                 | 遊佐町 |
| 樽川新田村              | 樽川新田村     | 樽川新田村                 | 明治9年 直世村        | 直世村                          | 高瀬村                     | 高瀬村                        | 高瀬村                      | 昭和29年8月1日 遊佐町        | 遊佐町                     | 遊佐町                 | 遊佐町 |
| 中山新田村              | 中山新田村     | 中山新田村                 | 明治9年 直世村        | 直世村                          | 高瀬村                     | 高瀬村                        | 高瀬村                      | 昭和29年8月1日 遊佐町        | 遊佐町                     | 遊佐町                 | 遊佐町 |
| 山崎村                  | 山崎村         | 山崎村                     | 明治9年 当山村        | 当山村                          | 高瀬村                     | 高瀬村                        | 高瀬村                      | 昭和29年8月1日 遊佐町        | 遊佐町                     | 遊佐町                 | 遊佐町 |
| 下当村                  | 下当村         | 下当村                     | 明治9年 当山村        | 当山村                          | 高瀬村                     | 高瀬村                        | 高瀬村                      | 昭和29年8月1日 遊佐町        | 遊佐町                     | 遊佐町                 | 遊佐町 |
| 北目村                  | 北目村         | 北目村                     | 明治9年 北目村        | 北目村                          | 高瀬村                     | 高瀬村                        | 高瀬村                      | 昭和29年8月1日 遊佐町        | 遊佐町                     | 遊佐町                 | 遊佐町 |
| 北目新田村              | 北目新田村     | 北目新田村                 | 明治9年 北目村        | 北目村                          | 高瀬村                     | 高瀬村                        | 高瀬村                      | 昭和29年8月1日 遊佐町        | 遊佐町                     | 遊佐町                 | 遊佐町 |
| 丸子村                  | 丸子村         | 丸子村                     | 明治9年 北目村        | 北目村                          | 高瀬村                     | 高瀬村                        | 高瀬村                      | 昭和29年8月1日 遊佐町        | 遊佐町                     | 遊佐町                 | 遊佐町 |
| 鷺町村                  | 鷺町村         | 鷺町村                     | 明治9年 富岡村        | 富岡村                          | 高瀬村                     | 高瀬村                        | 高瀬村                      | 昭和29年8月1日 遊佐町        | 遊佐町                     | 遊佐町                 | 遊佐町 |
| 南目村                  | 南目村         | 南目村                     | 明治9年 富岡村        | 富岡村                          | 高瀬村                     | 高瀬村                        | 高瀬村                      | 昭和29年8月1日 遊佐町        | 遊佐町                     | 遊佐町                 | 遊佐町 |
| 菅野村                  | 菅野村         | 菅野村                     | 明治9年 菅野村        | 明治10年5月4日 改称 菅里村      | 高瀬村                     | 高瀬村                        | 高瀬村                      | 昭和29年8月1日 遊佐町        | 遊佐町                     | 遊佐町                 | 遊佐町 |
| 十里塚村                | 十里塚村       | 十里塚村                   | 明治9年 菅野村        | 明治10年5月4日 改称 菅里村      | 西遊佐村                   | 西遊佐村                      | 西遊佐村                    | 昭和29年8月1日 遊佐町        | 遊佐町                     | 遊佐町                 | 遊佐町 |
| 青塚村                  | 青塚村         | 青塚村                     | 青塚村                | 明治10年4月17日 比子村          | 西遊佐村                   | 西遊佐村                      | 西遊佐村                    | 昭和29年8月1日 遊佐町        | 遊佐町                     | 遊佐町                 | 遊佐町 |
| 白木村                  | 白木村         | 白木村                     | 白木村                | 明治10年4月17日 比子村          | 西遊佐村                   | 西遊佐村                      | 西遊佐村                    | 昭和29年8月1日 遊佐町        | 遊佐町                     | 遊佐町                 | 遊佐町 |
| 服部興屋村              | 服部興屋村     | 服部興屋村                 | 服部興屋村            | 明治10年4月17日 比子村          | 西遊佐村                   | 西遊佐村                      | 西遊佐村                    | 昭和29年8月1日 遊佐町        | 遊佐町                     | 遊佐町                 | 遊佐町 |
| 藤崎村                  | 藤崎村         | 藤崎村                     | 藤崎村                | 藤崎村                          | 西遊佐村                   | 西遊佐村                      | 西遊佐村                    | 昭和29年8月1日 遊佐町        | 遊佐町                     | 遊佐町                 | 遊佐町 |
| 岩川村                  | 岩川村         | 岩川村                     | 明治9年 岩川村        | 岩川村                          | 稲田村                     | 大正11年6月1日 稲川村         | 稲川村                      | 昭和29年8月1日 遊佐町        | 遊佐町                     | 遊佐町                 | 遊佐町 |
| 岩川新田村              | 岩川新田村     | 岩川新田村                 | 明治9年 岩川村        | 岩川村                          | 稲田村                     | 大正11年6月1日 稲川村         | 稲川村                      | 昭和29年8月1日 遊佐町        | 遊佐町                     | 遊佐町                 | 遊佐町 |
| 仙北新田村              | 仙北新田村     | 仙北新田村                 | 明治9年 増穂村        | 増穂村                          | 稲田村                     | 大正11年6月1日 稲川村         | 稲川村                      | 昭和29年8月1日 遊佐町        | 遊佐町                     | 遊佐町                 | 遊佐町 |
| 南福升村                | 南福升村       | 南福升村                   | 明治9年 増穂村        | 増穂村                          | 稲田村                     | 大正11年6月1日 稲川村         | 稲川村                      | 昭和29年8月1日 遊佐町        | 遊佐町                     | 遊佐町                 | 遊佐町 |
| 北福升村                | 北福升村       | 北福升村                   | 明治9年 増穂村        | 増穂村                          | 稲田村                     | 大正11年6月1日 稲川村         | 稲川村                      | 昭和29年8月1日 遊佐町        | 遊佐町                     | 遊佐町                 | 遊佐町 |
| 鵜沼村                  | 鵜沼村         | 鵜沼村                     | 明治9年 増穂村        | 増穂村                          | 稲田村                     | 大正11年6月1日 稲川村         | 稲川村                      | 昭和29年8月1日 遊佐町        | 遊佐町                     | 遊佐町                 | 遊佐町 |
| 大井村                  | 大井村         | 大井村                     | 明治9年 庄泉村        | 庄泉村                          | 稲田村                     | 大正11年6月1日 稲川村         | 稲川村                      | 昭和29年8月1日 遊佐町        | 遊佐町                     | 遊佐町                 | 遊佐町 |
| 大服部村                | 大服部村       | 大服部村                   | 明治9年 庄泉村        | 庄泉村                          | 稲田村                     | 大正11年6月1日 稲川村         | 稲川村                      | 昭和29年8月1日 遊佐町        | 遊佐町                     | 遊佐町                 | 遊佐町 |
| 小服部村                | 小服部村       | 小服部村                   | 明治9年 庄泉村        | 庄泉村                          | 稲田村                     | 大正11年6月1日 稲川村         | 稲川村                      | 昭和29年8月1日 遊佐町        | 遊佐町                     | 遊佐町                 | 遊佐町 |
| 上江地村                | 上江地村       | 上江地村                   | 明治9年 江地村        | 江地村                          | 川行村                     | 大正11年6月1日 稲川村         | 稲川村                      | 昭和29年8月1日 遊佐町        | 遊佐町                     | 遊佐町                 | 遊佐町 |
| 下江地村                | 下江地村       | 下江地村                   | 明治9年 江地村        | 江地村                          | 川行村                     | 大正11年6月1日 稲川村         | 稲川村                      | 昭和29年8月1日 遊佐町        | 遊佐町                     | 遊佐町                 | 遊佐町 |
| 五分市村                | 五分市村       | 五分市村                   | 明治9年 江地村        | 江地村                          | 川行村                     | 大正11年6月1日 稲川村         | 稲川村                      | 昭和29年8月1日 遊佐町        | 遊佐町                     | 遊佐町                 | 遊佐町 |
| 宮田村                  | 宮田村         | 宮田村                     | 明治9年 宮田村        | 宮田村                          | 川行村                     | 大正11年6月1日 稲川村         | 稲川村                      | 昭和29年8月1日 遊佐町        | 遊佐町                     | 遊佐町                 | 遊佐町 |
| 下宮田村                | 下宮田村       | 下宮田村                   | 明治9年 宮田村        | 宮田村                          | 川行村                     | 大正11年6月1日 稲川村         | 稲川村                      | 昭和29年8月1日 遊佐町        | 遊佐町                     | 遊佐町                 | 遊佐町 |
| 向宮田村                | 向宮田村       | 向宮田村                   | 明治9年 宮田村        | 宮田村                          | 川行村                     | 大正11年6月1日 稲川村         | 稲川村                      | 昭和29年8月1日 遊佐町        | 遊佐町                     | 遊佐町                 | 遊佐町 |
| 万部村                  | 万部村         | 万部村                     | 明治9年 宮田村        | 宮田村                          | 川行村                     | 大正11年6月1日 稲川村         | 稲川村                      | 昭和29年8月1日 遊佐町        | 遊佐町                     | 遊佐町                 | 遊佐町 |
| 上楸島村                | 上楸島村       | 上楸島村                   | 明治9年 宮田村        | 宮田村                          | 川行村                     | 大正11年6月1日 稲川村         | 稲川村                      | 昭和29年8月1日 遊佐町        | 遊佐町                     | 遊佐町                 | 遊佐町 |
| 下楸島村                | 下楸島村       | 下楸島村                   | 明治9年 宮田村        | 宮田村                          | 川行村                     | 大正11年6月1日 稲川村         | 稲川村                      | 昭和29年8月1日 遊佐町        | 遊佐町                     | 遊佐町                 | 遊佐町 |
| 大宮田村                | 大宮田村       | 大宮田村                   | 明治9年 宮田村        | 宮田村                          | 川行村                     | 大正11年6月1日 稲川村         | 稲川村                      | 昭和29年8月1日 遊佐町        | 遊佐町                     | 遊佐町                 | 遊佐町 |

## 行政
歴代郡長
| 代 | 氏名       | 就任年月日                | 退任年月日                | 備考                 | 出典          |
| -- | ---------- | ------------------------- | ------------------------- | -------------------- | ------------- |
| 1  | 貴島宰輔   | 1878年（明治11年）11月1日 | 1881年（明治14年）7月1日  |                      | [ 67 ]        |
| 2  | 服部民卿   | 1881年（明治14年）7月1日  | 1881年（明治14年）8月7日  |                      | [ 67 ]        |
| 3  | 相良守典   | 1881年（明治14年）8月7日  | 1885年（明治18年）        |                      | [ 67 ]        |
| 4  | 大河平隆綱 | 1885年（明治18年）        | 1886年（明治19年）5月     |                      | [ 67 ]        |
| 5  | 北野直壮   | 1886年（明治19年）5月11日 | 1892年（明治25年）5月25日 |                      | [ 67 ]        |
| 6  | 佐藤直中   | 1892年（明治25年）5月25日 | 1898年（明治31年）3月25日 |                      | [ 68 ] [ 69 ] |
| 7  | 西川耕作   | 1898年（明治31年）3月25日 | 1899年（明治32年）5月19日 | 在任中に死去         | [ 70 ] [ 71 ] |
| 8  | 指宿彦八   | 1899年（明治32年）7月4日  | 1904年（明治37年）12月3日 |                      | [ 72 ] [ 73 ] |
| 9  | 下政恒     | 1904年（明治37年）12月3日 | 1923年（大正2年）         |                      | [ 73 ]        |
| 10 | 藤澤與則   | 1913年（大正2年）4月11日  | 1917年（大正6年）         |                      | [ 74 ]        |
| 11 | 佐藤続     | 1917年（大正6年）6月13日  | 1920年（大正9年）         |                      | [ 75 ]        |
| 12 | 中里重吉   | 1920年（大正9年）9月16日  | 1923年（大正12年）        |                      | [ 76 ] [ 77 ] |
| 13 | 高橋徳太郎 | 1923年（大正12年）2月15日 | 1926年（大正15年）6月30日 | 郡役所廃止により廃官 | [ 78 ]        |